# Bataille de Roncevaux (778)
Pour les articles homonymes, voir Bataille de Roncevaux.
Batailles
- Guadalete (711)
- Narbonne (719)
- Toulouse (721)
- Covadonga (722)
- Bordeaux (732)
- Poitiers (732)
- Avignon (737)
- Narbonne (737)
- Berre (737)
- Tourtour (973)
- Cap Colonne (982)

La bataille de Roncevaux, qui a lieu le 15 août 778, est un épisode des guerres entre le royaume des Francs, dirigé depuis 768 par le Carolingien Charlemagne, et les musulmans de l'émirat de Cordoue, qui contrôlent une grande partie de l'Espagne. En 778, Charlemagne s'engage dans une campagne dont l'objectif est prendre, en relation avec des musulmans en rébellion contre l'émir, le contrôle de Saragosse, mais c'est un échec. 
La bataille de Roncevaux a lieu alors que l'armée franque est sur le chemin du retour vers la Francie, après avoir au passage effectué des déprédations dans la ville vasconne de Pampelune. Concrètement, il s'agit d'une embuscade tendue par des soldats vascons dans les Pyrénées, aboutissant à la destruction de l'arrière-garde de l'armée franque et occasionnant la mort de plusieurs personnalités, notamment le comte Roland, préfet de la marche de Bretagne, commandant de l'arrière-garde. 
Cette embuscade, qui est relatée vers 830 par le chroniqueur Éginhard dans sa Vita Karoli Magni (chapitre IX) et évoquée brièvement par d'autres sources, va devenir célèbre deux siècles plus tard à travers la Chanson de Roland, chanson de geste composée au XIe siècle dont le personnage principal est le chevalier Roland, neveu de l'empereur Charlemagne : ce poème de 4000 vers donne une dimension épique à l'incident de 778, en en faisant un affrontement entre l'arrière-garde franque et l'armée musulmane du roi de Saragosse et le prélude à une bataille entre l'armée de Charlemagne et l'armée immense de l'émir de Babylone. 
Le lieu exact de la bataille réelle est incertain, mais un mémorial rappelant la légende de Roland s'élève dans l'actuelle localité navarraise de Roncevaux.

## Contexte historique

### Royaume franc, duché de Vasconie et Espagne musulmane vers 770
À la mort en 768 de Pépin le Bref, premier souverain de la dynastie carolingienne, son fils Charles prend sa succession comme roi des Francs. 
Le duc de Vasconie Loup II (Liuba), lui prête serment, et, l'année suivante confie à la cour de Charles l'éducation de son fils Sanche (Sanz), en lui demandant de protéger ses biens et ses terres. Le duché de Vasconie s'étend alors de la Garonne jusqu'au nord de l'Espagne, au-delà des Pyrénées, incluant Pampelune. 
Le reste de la péninsule Ibérique a été quasi intégralement conquis par les musulmans du califat omeyyade de Damas de 711 à 716 (ils ont aussi conquis Narbonne en 719). En 750, les Omeyyades perdent le califat au profit des Abbassides (califat de Bagdad), mais conservent le contrôle de l'Espagne et instituent en 756 l'émirat de Cordoue, qui sera même proclamé califat au Xe siècle. En 770, l'émirat tient les villes de Barcelone et de Saragosse, mais a perdu Narbonne au terme d'un long siège (752-759) mené par Pépin le Bref. 
En plus de la région de Pampelune, il existe un autre foyer chrétien dans les Asturies, où dès les années 720, le noble wisigoth Pélage le Conquérant a organisé un royaume, que les musulmans ont renoncé à anéantir, vu son isolement. En revanche, Pampelune est proche des musulmans présents à Tudela et Olite (au nord-ouest de Saragosse), dirigés par la famille des Banu Qasi.

### Tractation du gouverneur musulman de Barcelone avec Charlemagne (777)
En 777, lors du plaid de Paderborn, Charlemagne reçoit un émissaire du gouverneur (wali) de Barcelone, Soulayman ibn al-Arabi, révolté contre l'émir Abd al-Rahman Ier, qui demande l'aide des Francs pour maintenir son contrôle sur Saragosse.
La motivation du wali n'est pas claire, entre le possible souhait d'obtenir la protection de Charlemagne contre l'émir qu'il a trahi deux fois, ou de constituer un État allié tampon aux dépens des teritoire de l'émir, évitant les razzias.
Saragosse constitue un enjeu stratégique militaire et économique majeur permettant de contrôler l’Èbre. C'est aussi un important siège épiscopal dans le nord de l'Espagne et une enclave de confession chrétienne. Elle a été chantée au IVe siècle par le poète chrétien Prudence  dans le Peristephanon. Sa cathédrale contient les tombeaux de plusieurs martyrs chrétiens, avec en particulier les reliques de saint Vincent.

### Le problème des Banu Qasi et du contrôle de Pampelune
Charles est cependant probablement moins attiré par Saragosse qu'il n'est inquiet des menées du clan islamisé des Banu Qasi, issu d'un lignage noble wisigothique, alors dirigé par Abou Tawr dont le père s'était déjà allié avec l’émir de Cordoue. Depuis leurs fiefs d'Olite et de Tudela, situés au nord de Saragosse, ils cherchent à prendre le contrôle de Pampelune qui dépend du royaume franc, mais également de Huesca et Gérone qui dépendent, eux, de l'émirat. 
En 777, les Banu Qasi prennent effectivement le contrôle de Pampelune. Charles décide donc de partir en expédition, soutenu par le pape Adrien Ier qui lui souhaite « heureuse victoire » pour défendre des chrétiens opprimés, les Franci homines de Pampelune.[réf. nécessaire]
Charles s'inscrit aussi dans un vieux combat contre ces descendants de Goths, les Wisigoths du royaume de Toulouse, puis du royaume de Tolède étant toujours restés ariens, donc hérétiques aux yeux des chrétiens de l'Église romaine que sont les Francs depuis le baptême de Clovis (496), qui a d'ailleurs chassé les Wisigoths de Gaule en 507 (bataille de Vouillé).

## La campagne de 778

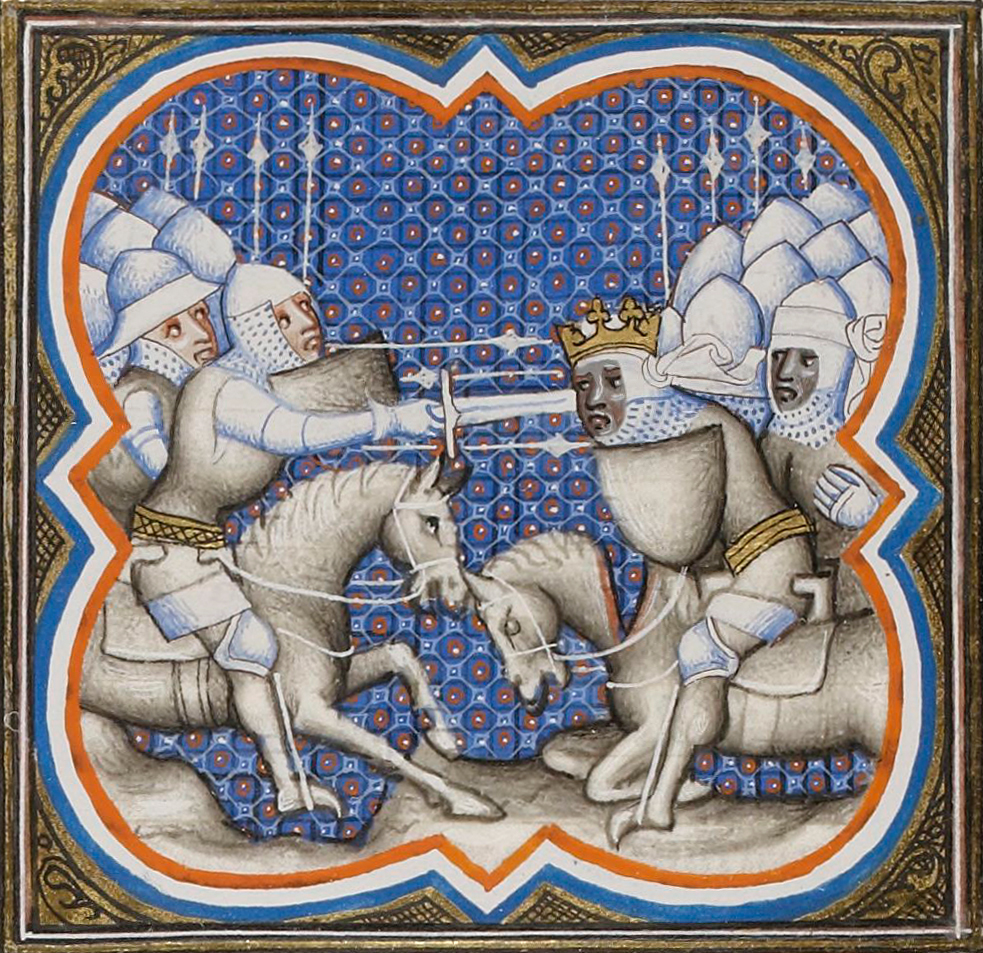
Les Francs à Roncevaux affrontant des Sarrasins à la peau foncée, miniature des Grandes Chroniques de France, v. 1375-1380.

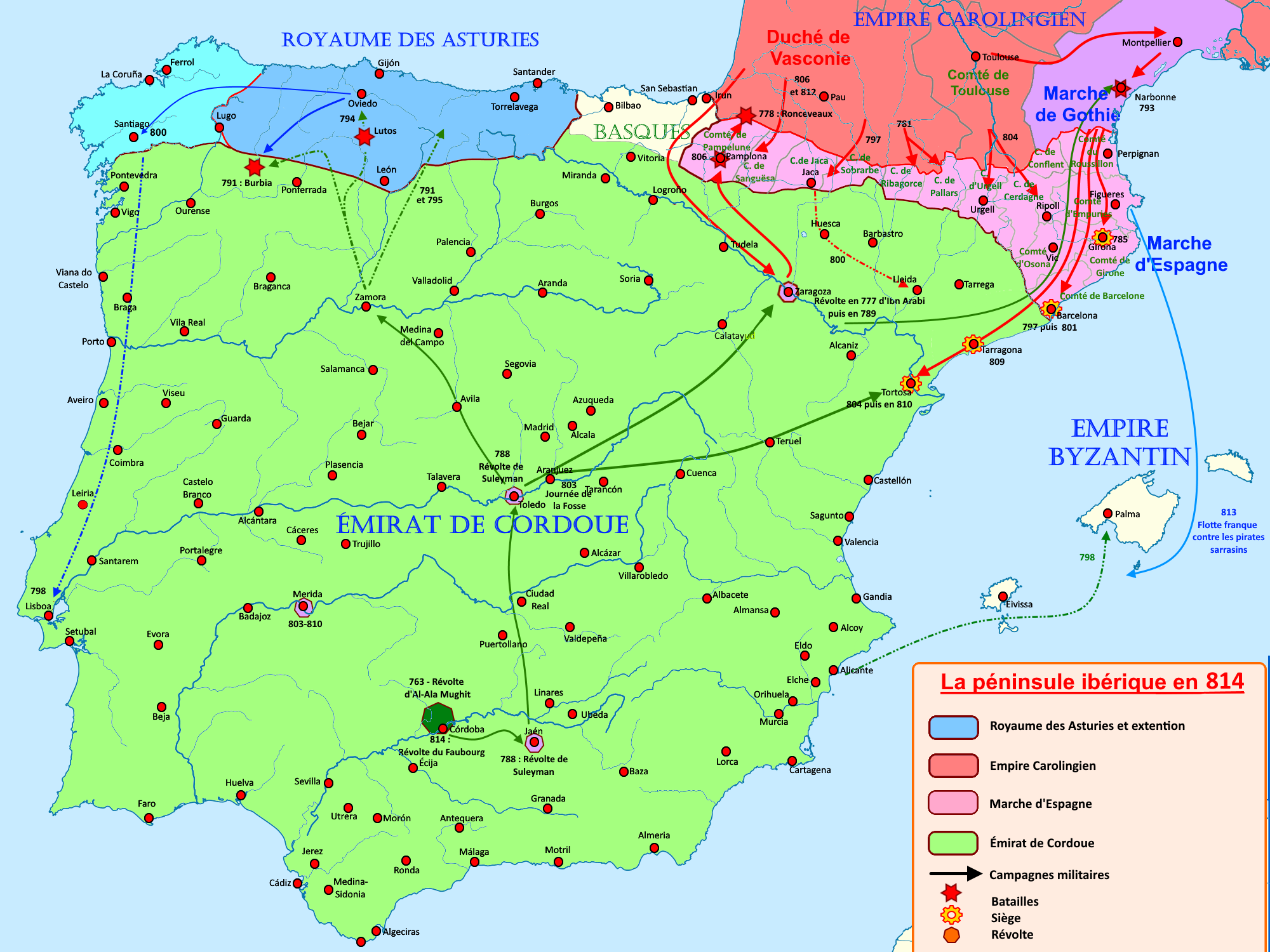
Carte de la péninsule Ibérique à la mort de Charlemagne.
Flèches rouges : ses campagnes en Espagne
En mauve : la marche d'Espagne créée durant son règne.

### Les armées franques
L'armée de Charlemagne est divisée en deux ensembles : 
- l'un, composé d'Austrasiens, de Bavarois, de Bourguignons, de Provençaux, de Septimaniens et de Lombards traverse à l'est par le col du Perthus ;
- le second, sous le commandement du roi lui-même, composé de Neustriens, de Bretons, d'Aquitains (d'entre Loire et Garonne) et de Vascons (d'entre Garonne et Pyrénées)[10], passe à l'ouest en direction de Pampelune.

### L'échec de Saragosse
La première armée s'empare de Gérone, de Barcelone et de Huesca, tandis que, à l'arrivée des Francs à Pampelune, Abu Tawr ouvre les portes de la ville, affirme sa soumission et remet en garantie son fils et son frère Abu Talama comme otages. Soulayman conduit ensuite Charles jusqu'à Saragosse où la jonction avec la première colonne a lieu. 
Mais le gouverneur de la ville, Hussein de Saragosse, refuse d'ouvrir les portes aux Francs, contrairement à ce que Soulayman avait promis. Charlemagne n'est pas en mesure de s'engager dans un siège et ne veut pas non plus s'attarder pour élucider ce contretemps suspect, au risque d'affaiblir son armée et d'être pris au piège. La chaleur, le risque de manquer de nourriture et de laisser le royaume mal défendu l'amènent à renvoyer la première colonne au-delà des Pyrénées. 

### L'incident de Pampelune
Il prend Soulayman en otage et repart vers le nord. Repassant à Pampelune, il trouve les portes closes. Les Banu Qasi sont cependant surpris, car ils s'attendaient vraisemblablement à l'affaiblissement, voire à la destruction de l'armée franque à Saragosse. 
Charles réussit à convaincre les Navarii (défenseurs de Pampelune)[réf. nécessaire] de mettre fin à leur allégeance aux Banu Qasi et à lui prêter serment. Puis, pour éviter que Pampelune ne soit de nouveau convoitée, Charlemagne fait raser les murs de la ville, faute de pouvoir y installer immédiatement une garnison suffisante.

## La bataille de Roncevaux

### Dans l'histoire
Selon une source arabe du XIIIe siècle (le Kâmil d'Ibn al-Athîr), l'armée franque est attaquée après avoir quitté Pampelune par les fils de Solayman, qui réussissent à délivrer leur père. Ils reviennent à Saragosse où un accord est conclu avec Hussein de Saragosse.
Bilan et suites de la campagne de 778
Les résultats envisagés en 777 ne sont pas atteints en 778. 
Par la suite, de nouvelles offensives aboutissent à la prise de Gérone (785) et de Barcelone (801) et à la mise en place de la marche d'Espagne, qui inclut Pampelune. En revanche, Saragosse reste musulmane jusqu'en 1118 et Tudela jusqu'en 1119.

### Dans laChanson de Roland
L'épopée du XIe siècle fait subir un certain nombre de distorsions aux faits historiques : les protagonistes, appelés parfois « Francs », mais le plus souvent « Français », sont des chevaliers, liés par des liens de vassalité ; Charlemagne est déjà empereur (ce qu'il devient seulement en 800), mais aussi roi : Carles li reis, nostre emperere magnes (vers 1) ; il est engagé avec les musulmans d'Espagne dans une guerre qui dure depuis sept ans (vers 2) ; les problèmes de Pampelune ne sont pas évoqués, mais Saragosse joue un rôle essentiel : c'est la seule ville que les Francs n'aient pas conquise au début de la Chanson.
Le combat de Roncevaux n'est pas une embuscade : l'armée du roi de Saragosse, Marsile, mise en mouvement par la trahison de Ganelon (beau-frère de Charlemagne), rattrape l'arrière-garde franque commandée par Roland (neveu de Charlemagne), qui est anéantie. Charlemagne, revenu à l'appel du cor de Roland, se trouve confronté à l'armée de l'émir de Babylone que Marsile avait appelé à l'aide longtemps auparavant. 
Charlemagne sort vainqueur d'une deuxième bataille : toute l'Espagne est conquise, Saragosse est mise à sac, y compris les sinagoges et les mahumeries (laisse 266). Sur le chemin du retour, il fait inhumer Roland à Blaye (laisse 267). À Aix, a lieu le procès de Ganelon achevé par un duel judiciaire. Ganelon est condamné à mort après la défaite de son champion.

## Historiographie

### Les recherches des historiens, duXIXesiècleà Ramon Menendez Pidal (1959)
En 1867, Léon Gautier écrit en introduction de son analyse de la Chanson de Roland (tome II de son livre monumental Épopées françaises) : « Roncevaux est au centre, il est au cœur de tout le cycle de Charlemagne. Roncevaux est le fait capital de toute la Geste du Roi, c’est le noyau de tous les poèmes carlovingiens ». 
La bataille de Roncevaux de la Chanson de Roland a très vite poussé les historiens du Moyen Âge et de la littérature médiévale à s’intéresser à la réalité historique dont elle est issue. Elle n'est connue que par des sources écrites, les recherches archéologiques n'ayant fourni aucun élément matériel sur la bataille. 
On peut même remonter au XVIe siècle : en 1577, Jean Papire Masson (1544-1611) défend, en se fondant sur le texte d'Éginhard et sur des chroniques ecclésiastiques comme celle de Flodoard, l’idée que la Chronique du Pseudo-Turpin, qui décrit aussi la bataille de Roncevaux, soit en grande partie légendaire[pas clair],. 
Dès 1817, date de parution de la première étude faisant allusion au manuscrit d'Oxford, due à Louis Alexandre Marie de Musset, l’historicité de Roland est défendue sur la base de la Vie de Charlemagne d’Éginhard, considérée comme une source historiographique de référence. 
Lorsque, en 1837, Francisque Michel publie en France la première édition de la Chanson de Roland (version du manuscrit d'Oxford), il lui semble acquis que la bataille de la Chanson renvoie à une embuscade réelle qu’a subie en 778 dans les Pyrénées l’arrière-garde de l’armée de Charlemagne au retour de sa campagne dans le nord de l'Espagne. 
En 1850, François Génin a connaissance de deux textes contemporains des faits : les Annales Royales (jusqu'en 829) et la Vie de Charlemagne d'Éginhard. 
En 1865, Gaston Paris publie une Histoire poétique de Charlemagne, qui s'appuie en grande partie sur les manuscrits rassemblés dans Monumenta Germaniæ Historica (section « Scriptores »), grand recueil de textes du haut Moyen Âge édité par Georg Heinrich Pertz depuis 1826, 
En 1959, Ramón Menéndez Pidal effectue dans la somme qu'il consacre à la Chanson de Roland une synthèse des recherches menées depuis un siècle et demi. Il donne en annexe les extraits des principaux textes médiévaux permettant de cerner la réalité de plus près, les classant en deux catégories : les annales carolingiennes (seize textes en latin écrits entre 791 et 906) et trois extraits de chroniques arabes tardives. 
À ce corpus initial, certains historiens, dont Ramón Menéndez Pidal lui-même, ont ajouté par la suite quelques autres sources.

### Sources carolingiennes

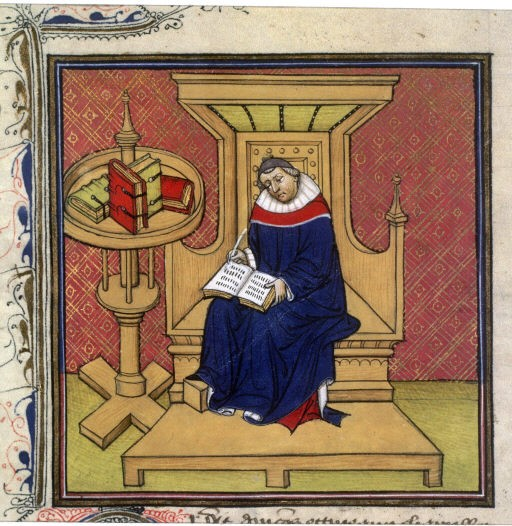
Éginhard, l'auteur de la Vie de l'empereur Charlemagne, écrivant - Enluminure des s.

#### Classement des annales (Menendez Pidal)
Les passages des annales carolingiennes relatifs à l'année 778 et à l'expédition en Espagne sont copiés et remaniés de sorte qu'il est possible de déterminer une sorte d'« arbre généalogique » et de suivre l'évolution de leurs modifications au cours du temps. 
Pour faciliter la comparaison, Ramón Menéndez Pidal les répartit en quatre groupes composés de textes clairement inspirés les uns des autres : le premier est le groupe des Annales de Metz, qui ne mentionnent pas la bataille de Roncevaux ; le deuxième est celui des Annales royales qui mentionnent l'embuscade à partir de 829 (et sont par la suite réécrites dans un style littéraire) ; le troisième est celui des annales brèves, qui ne connaissent pas la bataille, mais paraissent un peu mieux informées sur les Sarrasins ; le quatrième est celui des annales très brèves dont le texte est lapidaire : 
Groupe des annales de Metz
- en latin Annales mettenses
  - Annales Mettenses priores, jusqu'en 805
  - Annales Mettenses posteriores, jusqu'en 903
  - Chronique de l'abbé Réginon de Prüm, qui s'achève en 906

Groupe des annales royales
- en latin Annales regni Francorum, aussi appelées (autrefois) Annales Laurissenses majores (« Grandes Annales de Lorsch »)
  - Annales royales, jusqu'en 801, aussi appelées Annales qui dicuntur Einhardi
  - Annales royales, jusqu'en 829, corrigées au IXe siècle par un clerc de la cour, et dès lors appelées « Annales royales remaniées »[31]
  - Vita Karoli Magni d'Éginhard
  - Annales de gestis Caroli Magni (« Annales des actes de Charlemagne ») dues à un auteur anonyme désigné comme « le Poète saxon » (« Poeta Saxo »)
  - Vita Hludowici imperatoris, d'un auteur anonyme désigné comme « l'Astronome » (« Astronomus ») ou « l'Astronome limousin »

Groupe des annales brèves
- - Annales Laureshamenses, jusqu'en 803, aussi appelées « Annales de Lorsch »
  - Annales Laurissenses minores, jusqu'en 817 (« Petites Annales de Lorsch »)
  - Annales Petaviani, jusqu'en 799 (« Annales de Petau »)
  - Chronicon Moissiacense, jusqu'en 818 (« Chronique de Moissac »)
  - Annales Anianenses ou Rivipullenses, jusqu'en 840 (« Chronique d'Aniane »)

Groupe des annales très brèves
- - Annalium Sancti Amandi continuatio, jusqu'en 791 (« Seconde continuation des Annales de Saint-Amand »[note 3])
  - Annales Sangallenses, jusqu'en 869 (« Annales de Saint-Gall »)
  - Annales Sangallenses Baluzii, jusqu'en 814 (« Annales de Saint-Gall publiées par Baluze »)

Toutes ces sources parlent de l'expédition de Charlemagne en Espagne en 778, mais seulement quatre d'entre elles évoquent une embuscade dans laquelle serait tombée l'armée franque en franchissant les Pyrénées vers le nord (afin d'aller affronter les Saxons révoltés).

#### Annales ne mentionnant pas la bataille de Roncevaux
Les annales très brèves confirment la réalité de l'expédition espagnole de Charlemagne en 778. Ainsi la Seconde Continuation des annales de Saint-Amand, un des textes les plus anciens, antérieur à 791, se contente d'une phrase : « 778 (779) Carlus rex fuit in Hispania ad Caesaraugusta »(« 778 (779) Le roi Charles fut en Espagne à Saragosse »). Les chroniques plus étoffées donnent plus de détails sur cette campagne. 
Par exemple, les Annales Royales jusqu'en 801, probablement écrites en 788, indiquent d'où viennent les contingents de l'armée franque et le nom des peuples soumis :
| Extrait des Annales Royales, jusqu'en 801 | Traduction de Michel Sot |
| --- | --- |
| DCCLXXVIII. Tunc domnus Carolus rex iter peragens partibus Hispaniae per duas vias : una per Pampilonam, per quam ipse supradicus magnus rex perrexit usque Caesaraugustam ; — ibique venientes de partibus Burgundiae et Austriae, vel Baioariae, seu Provinciae et Septimaniae, et pars Langobardorum, — et coniungantes se ad supradictam civitatem ex utraque parte extertitus, ibi obsides receptos de Ibinalarbi et de Abutauro et de multis Sarracenis, Pampilona distructa, Hispani Wascones subiugatos, etiam et Nabarros, reversus est in partibus Franciae. Et cum audissent Saxones, quod domnus Carolus rex et Franci tam longe fuissent partibus Hipaniae, […] | 778. Cette année-là, le seigneur roi Charles partit en campagne pour l’Hispanie, progressant selon deux voies : d’abord, par Pampelune, par où le susdit grand roi passa pour aller jusqu’à Saragosse. Et là, on vint de Bourgogne, d’Austrasie, de Bavière et aussi de Provence, de Septimanie et du pays des Lombards. Les deux armées opérèrent leur jonction à proximité de la cité susdite. De ce lieu, après avoir reçu des otages de la part d’Ibn Al Arabi et d’Abu Taurus ainsi que de nombreux Sarrasins, Pampelune une fois détruite, les Basques hispaniques mis sous le joug comme les Navarrais, il revint en Francie. Lorsque les Saxons entendirent que le roi Charles et les Francs étaient partis loin en Hispanie, […] |

Quelques années plus tard, les Annales de Metz jusqu'en 805 décrivent elles aussi l'expédition dans son ensemble, mais avec un style plus hagiographique et religieux :
| Extrait des Annales de Metz, jusqu'en 805 | Traduction de Michel Rouche |
| --- | --- |
| Anno dominicae incarnationis DCCLXXVIII. Rex Carolus motus precibus immo querelis Christianorum, qui erant in Hispama sub iugo sevissimorum Sarracenorum, exercitum in Hispaniam duxit; ipse scilicet cum manu valida, per Aquitanima pergens, iuga pirinei montis transcendens ad Pampilonam urbem pervenit. Pars autem non modica exercitus de Austria, Burgundia, Bavaria seu Provincia et Langobardia per Septimaniam proficiscentes ad Barcinonam civitatem pervenerunt. His innumerabilibus legionibus tota Hispania contremuit. Coniuxerunt autem uterque exercitus ad Cesaraugustam munitissimam urbem ; in qua expeditione obsidibus receptis ab Abinolarbi et Apotauro ; Pampilona firmissima civitate capta atque destructa, Hispanis, Wasconibus et Nabarris subiugatis, victor in patriam reversus est. Cum audissent autem Saxones, quod exercitus Francorum in Hispaniam perrexisset, persuadente perfido Witicindo et sociis eius, postposita fide quam promiserant, in fines Francorum irruperunt iuxta Hrenum fluvium. [...] | An de l'Incarnation du Seigneur 778. Le roi Charles, poussé par les prières et même les plaintes des Chrétiens d'Espagne, qui étaient sous le joug très cruel des Sarrasins, mena l'armée en Espagne. Lui-même, avec une forte colonne, passa par l'Aquitaine, traversa la chaîne des Pyrénées et atteignit la ville de Pampelune. Une partie, non la moindre, de l'armée, venue d'Austrasie, de Bourgogne, de Bavière, voire de Provence et de Lombardie, passa par la Septimanie et arriva à la cité de Barcelone. Ces innombrables légions firent trembler l'Espagne entière. La jonction de l'une et l'autre armée se fit devant Césarée Augusta, ville puissamment fortifiée ; au cours de cette expédition, [le roi] reçut des otages d'Abinolarbi et Apotauro, prit et détruisit Pampelune, très forte cité, soumit Espagnols, Basques et Navarrais et, victorieux, retourna au pays de ses pères. À la nouvelle que l'armée des Francs s'était engagée en Espagne, les Saxons, persuadés par le perfide Witikind et ses partisans, rompirent la foi qu'ils avaient jurée et se jetèrent sur les territoires francs jusqu'au fleuve Rhin. [...] |

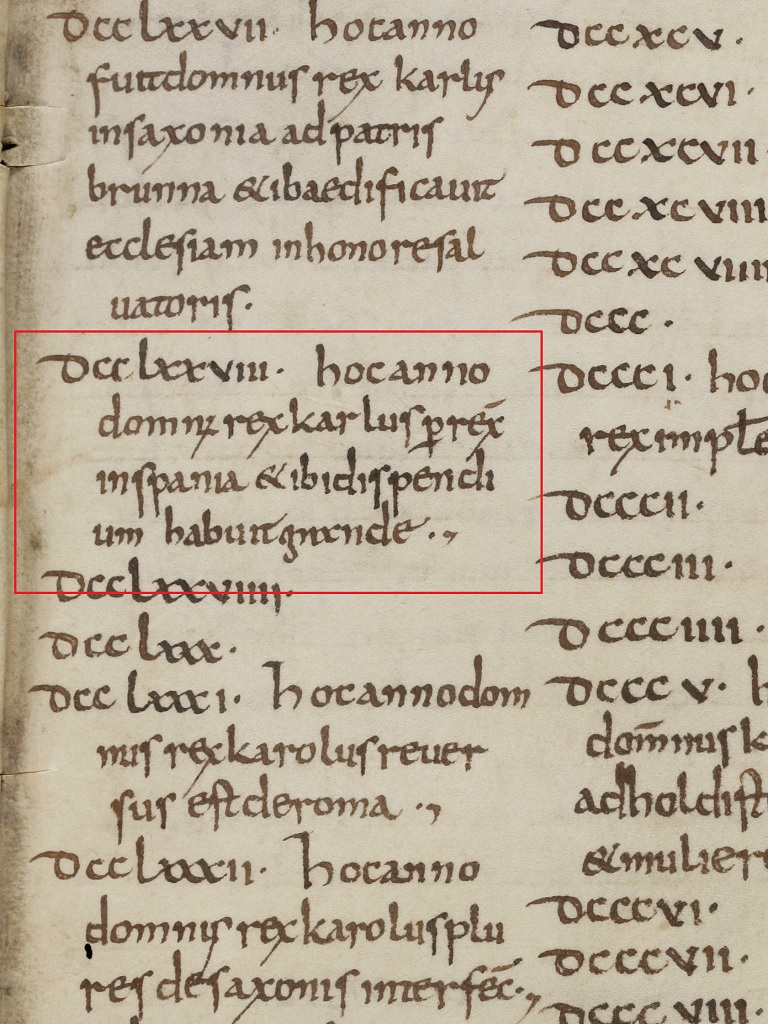
Extrait des Annales de Saint-Gall publiées par Baluze à la page de l'année 778 (c. 814)
778. Cette année-là, le Seigneur roi Charles alla en Espagne, où cela lui coûta fort cher.

Analyse et points de vue historiographiques
Ces extraits indiquent que Charlemagne est venu en Espagne avec deux corps d'armée qui se rejoignent à Saragosse, où il reçoit des otages musulmans. Puis il détruit Pampelune et rentre en pays franc pour faire face à une révolte des Saxons. On retrouve ces informations dans les autres annales du groupe.
Mais, au-delà du contexte général de la campagne, les différentes sources présentent des variantes. Par exemple, les Annales de Lorsch ou la Chronique de Moissac, sur lesquelles pèse le point de vue du milieu des clercs, dont elles sont issues, remplacent les Basques par des Sarrasins, et, selon elles, c'est aux musulmans que Charlemagne prend Pampelune,. 
Dans l'ensemble, ces sources sont lacunaires et peu précises, n'expliquant par exemple pas pour quelle raison des otages sont livrés à Charlemagne à Saragosse ni pourquoi Pampelune est détruite. De ce fait, leur compréhension est parfois difficile : qui sont au juste les Hispani Wascones des Annales royales jusqu'à 801 ? Quelle est la différence entre eux et les Nabarros ? Les historiens en sont réduits aux hypothèses.
Un problème particulier est celui de l'absence de mention d'une embuscade et d'une défaite dans les Pyrénées : la victoire de Charlemagne est totale. C'est peut-être parce que ces textes courtisans devaient présenter, du vivant de Charlemagne, l'expédition d'Espagne comme un succès en passant les échecs sous silence. Le philologue suisse Paul Aebischer va plus loin en parlant de « censure impériale ayant le souci de cacher le désastre des Pyrénées, d'en minimiser les conséquences, de conserver au roi sa réputation de chef invincible ». De son côté, Robert Fawtier envisage plutôt les annales de cette époque comme des sortes de communiqués officiels de temps de guerre, mettant évidemment en avant les victoires et occultant les défaites. Le point de vue de Joseph Bédier était que cette défaite était peut-être peu importante. Les annalistes n'auraient simplement pas jugé pertinent de la rapporter.  
Pourtant, les Annales de Saint-Gall publiées par Baluze, écrites vers 814, année de la mort de Charlemagne et du début du règne de son fils Louis le Pieux résument l'année 778 par une phrase plutôt négative, : « DCCXXVIII. Hoc anno domnus rex Carolus perrexit in Spania et ibi dispendium habuit grande » (« 778. Cette année-là, le Seigneur roi Charles alla en Espagne, où cela lui coûta fort cher »).

#### Textes mentionnant la bataille de Roncevaux

##### Annales royales
Alors que les annales précédentes ne disent rien d'une embuscade, les Annales royales, jusqu'en 829 fournissent des détails, inconnus jusque-là, sur la bataille des Pyrénées :
| Extrait des Annales royales, jusqu'en 829 | Traduction de François Guizot, |
| --- | --- |
| DCCLXXVIII. Tunc ex persuasione praedicti Sarraceni spem capiendarum quarundam in Hispania civitatum haud frustra concipiens, congregato exercitu profectus est, superatoque in regione Wasconum Pyrinei iugo, primo Pompelonem Navarrorum oppidum adgressus, in deditionem accepit. Inde Hiberum amnem vado traiciens, Caesaraugustam praecipuam illarum partium civitatem accessit, acceptisque quos Ibnalarabi et Abuthaur, quosque alii quidam Sarraceni obtulerunt obsidibus, Pompelonem revertitur. Cuius muros, ne rebellare posset, ad solum usque destruxit, ac regredi statuens, Pyrinei saltum ingressus est. In cuius summitate Wascones insidiis conlocatis, extremum agmen adorti, totum exercitum magno tumultu perturbant. Et licet Franci Wasconibus tam armis quam animis praestare viderentur, tamen et iniquitate locorum et genere imparis pugnae inferiories effecti sunt. In hoc certamine plerique aulicorum, quos rex copiis praefecerat, interfecti sunt, direpta impedimenta, et hostis propter notitiam locorum statim in diversa dilapsus est. Cuius vulneris acceptio magnam partem rerum feliciter in Hispania gestarum in corde regis obnubilavit. Interea Saxones, velut occasionem nancti, sumtis armis ad Rhenum usque profecti sunt [...] | [778.] Concevant, et avec raison, par les discours d'Ibn-al-Arabi, l'espoir de s'emparer de quelques villes d'Espagne, le roi assembla son armée et se mit en marche ; il traversa les sommets des Pyrénées, par le pays des Gascons, attaqua Pampelune, ville de Navarre, et la força à se rendre. De là, passant à gué l'Èbre, il s'avança vers Saragosse, ville considérable de ce pays, reçut les otages que lui amenèrent Ibn-al-Arabi, Abithaür et plusieurs autres Sarrasins, et revint à Pampelune. Il rasa les murs de cette ville pour l'empêcher de se révolter à l'avenir ; et voulant retourner en France, il entra dans les gorges des Pyrénées. Mais les Gascons avaient placé des embuscades dans ces monts ; ils attaquèrent l'arrière-garde et mirent toute l'armée en un grand désordre. Quoique, par le courage et les armes, les Francs fussent supérieurs aux Gascons, ils se trouvèrent inférieurs à cause de la difficulté des lieux et de ce genre inaccoutumé de combat. Plusieurs des hommes de la cour à qui le roi avait donné des troupes à commander furent tués dans ce combat. Les bagages furent pillés ; et l'ennemi, par sa connaissance des lieux, se déroba aussitôt à toute poursuite. Le souvenir de ce cruel échec obscurcit grandement dans le cœur du roi la joie de ses exploits en Espagne. Pendant ce temps, les Saxons, saisissant l'occasion favorable, prirent les armes et s'avancèrent jusqu'au Rhin [...] |

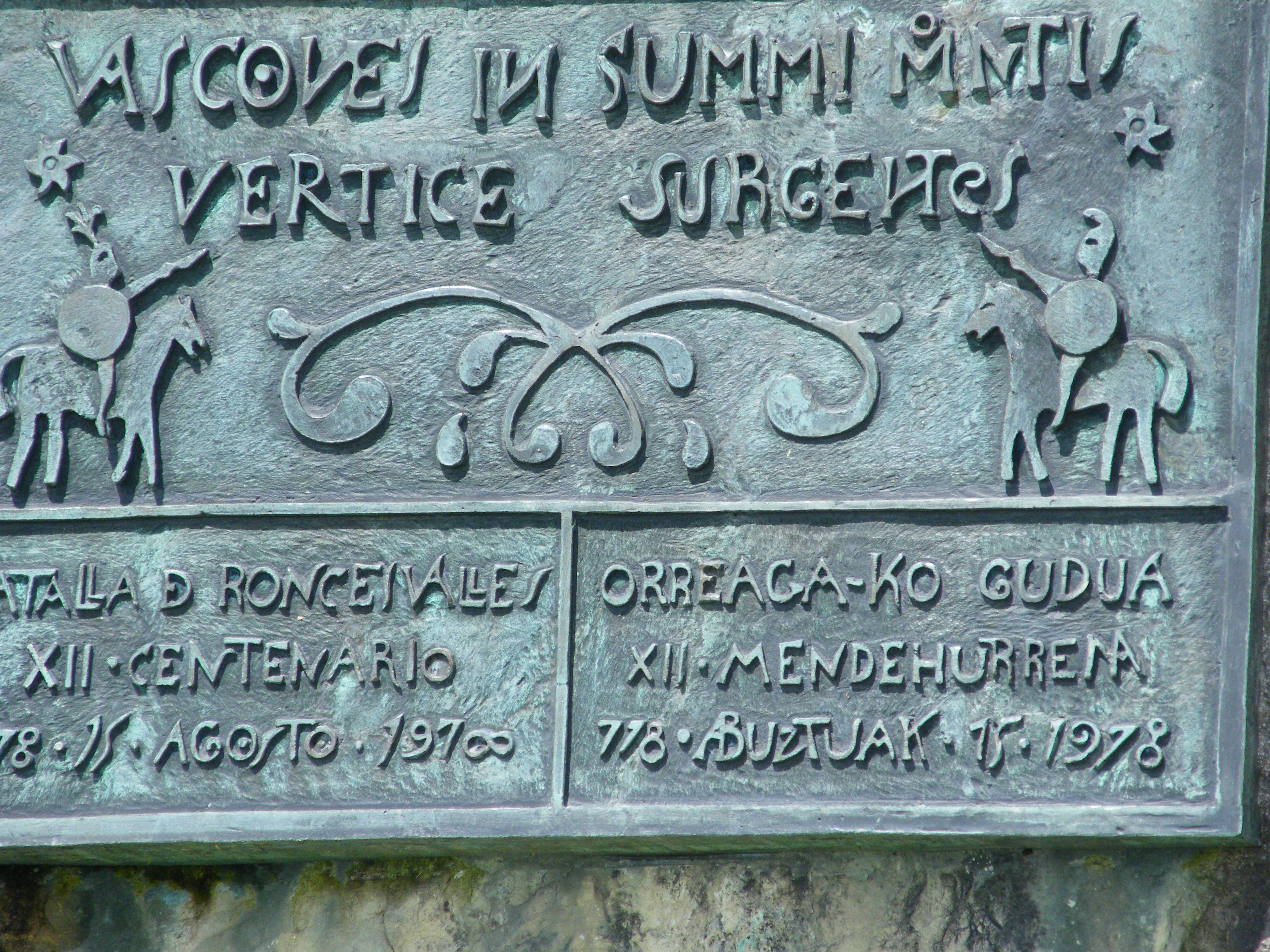
Plaque commémorative de la bataille posée le 15 août 1978 et attribuant la victoire aux Vascons :
Les Vascons surgirent du haut des montagnes.

Une fois Pampelune rasée et alors que l'armée revient au Nord, des Gascons, en latin Wascones, ont ainsi attaqué et décimé l'arrière-garde de l'armée franque dans les Pyrénées. La date de cet aveu d'un important revers est débattue. Elle se situe entre 801 et 829, c'est-à-dire entre la fin du règne de Charlemagne et le début de celui de Louis le Pieux,. Le dévoilement tardif de la triste réalité, au moins vingt ans après les faits, est souvent expliqué par le fait que la vérité étant connue de tous, il n'était plus possible aux annalistes de continuer à la cacher,. Jules Horrent qui pense le remaniement des Annales royales postérieur à la mort de Charlemagne, envisage de son côté qu'il n'est plus nécessaire de cacher un désastre qui a tant « obscurci le cœur du roi ». À contre-courant du consensus des historiens, Bernard Gicquel considère que la nouvelle version des Annales est postérieure à 824, date de la défaite de Roncevaux face aux Vascons sous le règne de Louis le Pieux, et qu'elles inventent une défaite du père en 778 au même endroit pour servir l'idéologie impériale au profit du fils. 
Les Annales remaniées désignent les assaillants par le mot latin Wascones que les historiens interprètent à grand-peine dans le contexte de la fin du VIIIe siècle. Certains comme Évariste Lévi-Provençal ou Pierre Narbaitz le traduisent par « Vascons », d'autres comme Gaston Paris ou Joseph Bédier par « Basques », d'autres enfin par « Gascons » qui est le choix de François Guizot dans sa traduction de 1824. Mais certains alternent aussi « Basques » et « Gascons » au gré de leurs études, montrant ainsi la difficulté qu'ils éprouvent à identifier les montagnards qui attaquent l'arrière-garde. La Wasconia est une des régions qui posent le plus de problèmes aux historiens du Haut Moyen Âge, et on ne sait pas si les annalistes francs avaient conscience d'une dichotomie entre les Vascons du Nord, appelés souvent « Gascons », et ceux du Sud, traditionnellement appelés « Basques ». Cette séparation est d'autant plus délicate que la langue basque était alors parlée en Aquitaine jusqu'à Toulouse. 

##### Éginhard
Éginhard écrit sa Vie de l'empereur Charlemagne, en latin Vita Karoli Magni imperatoris, probablement entre 826 et 829 au palais d'Aix,. Ce livre, dont 134 manuscrits complets ont été conservés, constitue une source fondamentale des historiens pour la connaissance du règne et de la personne de Charlemagne. Le chapitre 9, titré par Strabon « Ce qu'il fit en Hispanie et le coup que les Basques infligèrent à son armée » décrit l'embuscade dans laquelle est tombée l'armée de Charlemagne :
| Extrait de la Vita Karoli Magni d'Éginhard (édition critique de Louis Halphen) | Traduction de Louis Halphen |
| --- | --- |
| Cum enim adsiduo ac pene continuo cum Saxonibus bello certaretur, dispositis per congrua confiniorum loca praesidiis, Hispaniam quam maximo poterat belli apparatu adgreditur ; saltuque Pyrinei superato, omnibus quae adierat oppidis atque castellis in deditionem acceptis, salvo et incolomi exercitu revertitur, praeter quod in ipso Pyrinei jugo Wasconicam perfidiam parumper in redeundo contigit experiri. Nam cum agmine longo, ut loci et angustiarum situs permittebat, porrectus iret exercitus, Wascones in summi montis vertice positis insidiis — est enim locus ex opacitate silvarum, quarum ibi maxima est copia, insidiis ponendis oportunus — extremam inpedimentorum partem et eos qui, novissimi agminis incedentes subsidio, praecedentes tuebantur desuper incursantes in subjectam vallem deiciunt consertoque cum eis proelio usque ad unum omnes interficiunt ac, direptis inpedimentis, noctis beneficio quae jam instabat protecti, summa cum celeritate in diversa disperguntur. Adjuvabat in hoc facto Wascones et levitas armorum et loci in quo res gerebatur situs ; econtra Francos et armorum gravitas et loci iniquitas per omnia Wasconibus reddidit inpares. In quo proelio Eggihardus regiae mensae praepositus, Anshelmus cornes palatii [ et Hruodlandus Brittannici limitis praefectus ] cum aliis conpluribus interficiuntur. Neque hoc factum ad praesens vindicari poterat, quia hostis, re perpetrata, ita dispersus est ut ne fama quidem remaneret ubinam gentium quaeri potuisset. | Tandis que l’on se battait assidûment et presque sans interruption contre les Saxons, Charles, ayant placé aux endroits convenables des garnisons le long des frontières, attaqua l’Espagne avec toutes les forces dont il disposait. Il franchit les Pyrénées, reçut la soumission de toutes les places et de tous les châteaux qu’il rencontra sur sa route et rentra sans que son armée eût subi aucune perte, à ceci près que, dans la traversée même des Pyrénées, il eut, au retour, l’occasion d’éprouver quelque peu la perfidie basque : comme son armée cheminait étirée en longues files, ainsi que l’exigeait l’étroitesse du passage, des Basques, placés en embuscade — car les bois épais qui abondent en cet endroit sont favorables aux embuscades — dévalèrent du haut des montagnes et jetèrent dans le ravin les convois de l’arrière ainsi que les troupes qui couvraient la marche du gros de l’armée ; puis, engageant la lutte, ils les massacrèrent jusqu’au dernier homme, firent main basse sur les bagages et finalement se dispersèrent avec une extrême rapidité à la faveur de la nuit qui tombait. Les Basques avaient pour eux, en cette circonstance, la légèreté de leur armement et la configuration du terrain, tandis que les Francs étaient desservis par la lourdeur de leurs armes et leur position en contrebas. Dans ce combat furent tués le sénéchal Eggihard, le comte du palais Anselme [ et Roland, duc de la marche de Bretagne ], ainsi que plusieurs autres. Et ce revers ne put être vengé sur-le-champ parce que les ennemis, le coup fait, se dispersèrent si bien que nul ne put savoir en quel coin du monde il eût fallu les chercher. |

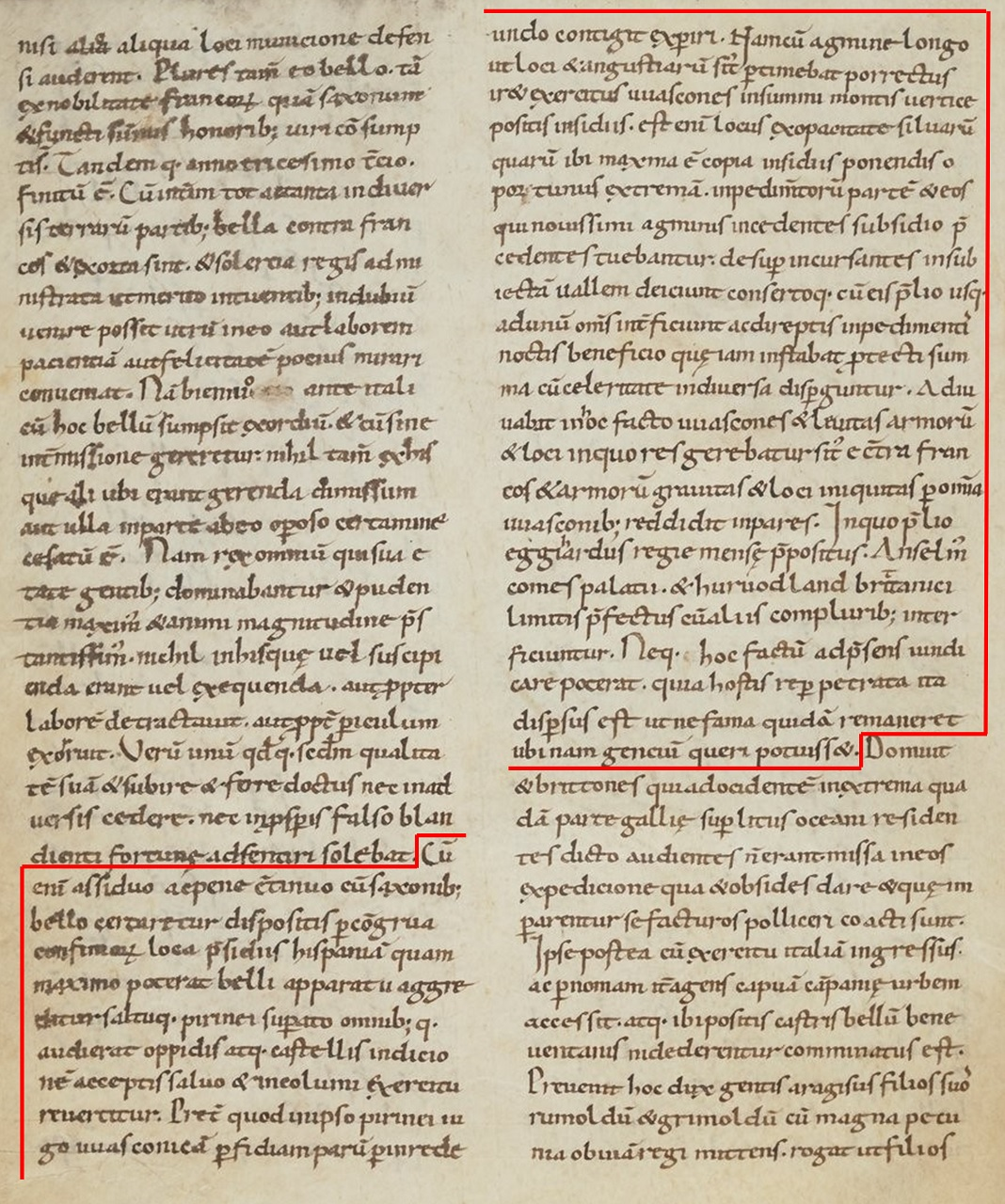
Extrait de la Vie de l'empereur Charlemagne décrivant la bataille de Roncevaux au chapitre 9 (c. 1025)
Tandis que l’on se battait assidûment et presque sans interruption contre les Saxons (…)

L'ami du roi et le maître de son école palatine raconte la bataille un demi-siècle après les faits : l'armée qui progresse en file indienne dans les Pyrénées au retour de la campagne d'Espagne, l'embuscade au cours de laquelle l'armée de Charlemagne est défaite en une seule journée, et les morts prestigieux qu'il n'est pas possible de venger. Ce court texte est clairement inspiré par les Annales royales remaniées mais il ajoute des détails qu'elles ignorent. Joseph Bédier pense qu'Éginhard, admis à la cour dès le début des années 790 et ayant vécu dans l'entourage immédiat de l'empereur, a pu fréquenter ceux qui avaient pris part à la campagne d'Espagne. Il aurait ainsi rapporté leurs souvenirs dans sa Vita Karoli. 
Ramón Menéndez Pidal fait le premier remarquer la singularité de ce chapitre. Il note par exemple que la courte campagne d’Espagne de 778 occupe plus de lignes que n’importe laquelle des neuf autres guerres menées par Charlemagne. Pour chacune d’entre elles, Éginhard fait un effort de synthèse et omet des événements ayant pourtant une portée historique significative. À l’inverse, il propose un luxe inégalé de détails pour décrire l’embuscade désastreuse des Pyrénées. Enfin, contrairement à son habitude, il cite nommément trois palatins tués lors de l’attaque alors même que leurs noms sont absents des Annales. Ramón Menéndez Pidal en vient alors à suggérer qu’Éginhard s’est inspiré, outre les Annales, d’une histoire chantée contemporaine de la rédaction de la Vita Karoli, qu’il appelle « chant d’actualité », et qui donnera entre autres la Chanson de Roland près de trois siècles plus tard . L’historien Michel Rouche va un peu plus loin en affirmant que l’Histoire populaire a fini par supplanter l’Histoire officielle véhiculée par les clercs. Éginhard, mais aussi les annalistes des Annales royales, auraient consigné en la censurant l’oralité « chantant les véritables souffrances et le vrai héros », c’est-à-dire Roland.
La mention du préfet de la marche de Bretagne à côté de deux hautes personnalités connues par ailleurs, fait pourtant l’objet de controverses depuis le premier quart du XIXe siècle quand il a été découvert que tous les manuscrits de la Vita Karoli ne la contiennent pas,. Ceux-ci ont été classés en plusieurs catégories dites A, B puis plus tard C, en fonction de détails mineurs de rédaction tels que la dédicace à Louis le Pieux, le chapitrage ou encore justement la mention de Roland dans le chapitre 9. Le médiéviste suisse André de Mandach va jusqu’à proposer en 1961 que le nom de Roland, absent des manuscrits de type B supposés alors être les plus anciens, ait été ajouté au texte quatre siècles après sa rédaction initiale. Des études épigraphiques ultérieures suggèrent cependant que les trois types de manuscrits datent des mêmes années 820, laissant supposer qu’Éginhard ait produit plusieurs versions de son œuvre, par exemple pour une première lecture ou pour des corrections.  

##### Textes dérivés des précédents

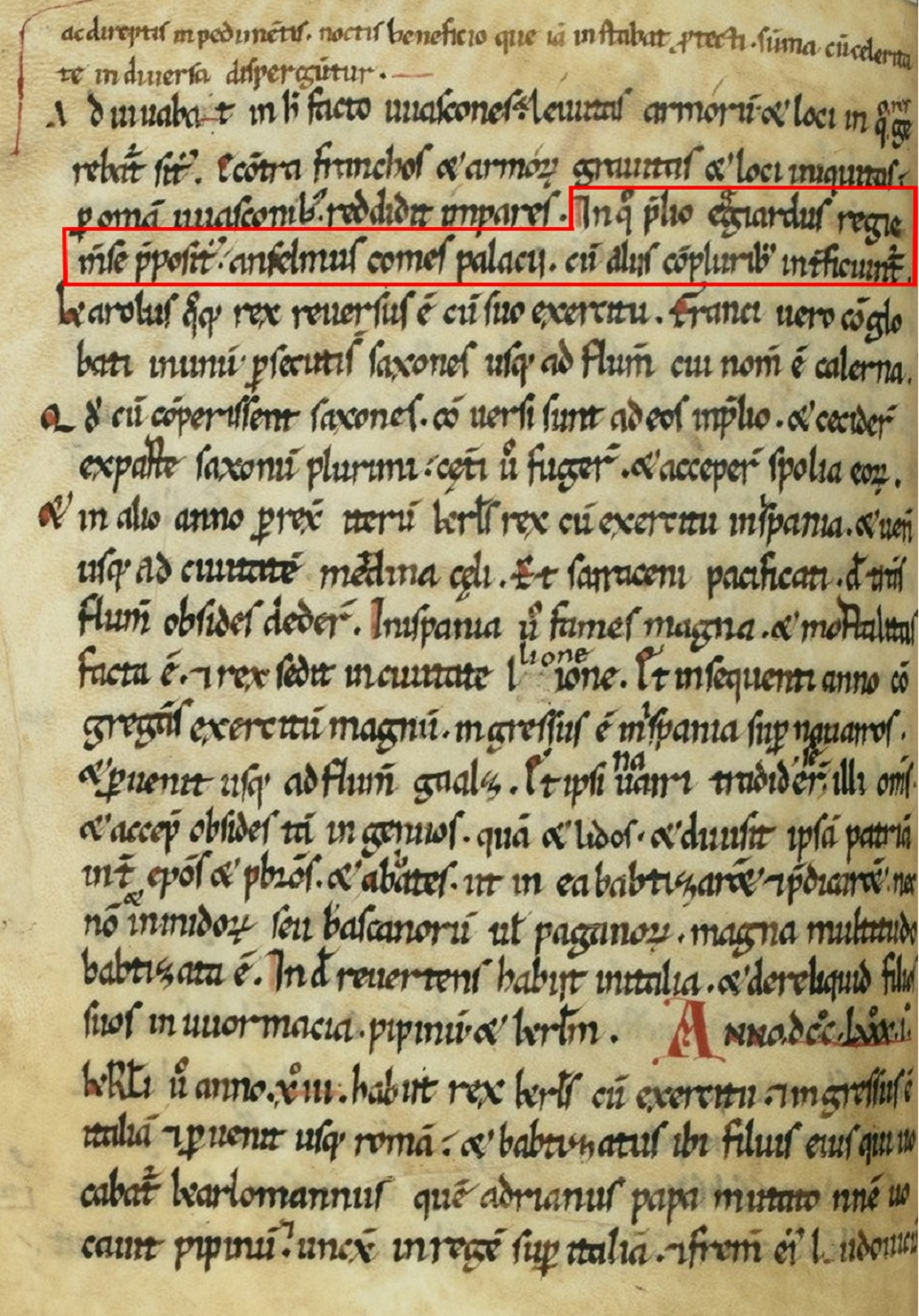
Extrait de la Chronique d'Aniane à la page de l'année 778 (c. 950)
« Dans ce combat furent tués le sénéchal Eggihard, le comte du palais Anselme, ainsi que plusieurs autres. »

La bataille des Pyrénées est aussi évoquée dans la Vita Hludovici pii traduit par « Vie de Louis le Pieux », aussi connu sous le titre Vita Hludovici imperatoris c’est-à-dire « Vie de l'empereur Louis », écrite en 840 ou 841 par un anonyme connu sous le nom de l’Astronome,. Louis est né pendant l’expédition espagnole de son père Charlemagne que l’Astronome décrit dans les termes pompeux suivants :
| Extrait de la Vita Hludowici imperatoris de l'Astronome limousin | Traduction de Joseph Bédier, |
| --- | --- |
| […] Statuit Pyrinaei montis superata difficultate ad Hyspaniam pergere, laborantique aecclesiae sub Sarracenorum acerbissimo iugo Christo fautore suffragari. Qui mons cum altitudine coelum pene contingat, asperitate cautium horreat, opacitate silvarum tenebrescat, angustia viae vel potius semitae commeatum non modo tanto exercitui, sed paucis admodum pene intercludat, Christo tamen favente, prospero emensus est itinere. Neque enim regis animus, Deo nobilitante generosissimus, vel impar Pompeio, vel segnior esse curabat Hannibale, qui cum magna sui suorumque fatigatione et perditione iniquitatem huius loci olim evincere curarunt. Sed hanc felicitatem transitus, si dici fas est, foedavit infidus incertusque fortunae ac vertibilis successus. Dum enim quae agi potuerunt in Hispania peracta essent, et prospero itinere reditum esset, infortunio obviante extremi quidam in eodem monte regii caesi sunt agminis. Quorum, quia vulgata sunt, nomina dicere supersedi. | […] Alors, il résolut de franchir les rudes Pyrénées, de gagner l'Espagne, et de secourir, avec l'aide du Christ, l'Église, qui souffrait sous le joug très cruel des Sarrasins. Cette montagne, si haute qu'elle touche le ciel, horrible par l'escarpement de ses rocs, noire de forêts épaisses, et qui, par l'étroitesse de la route, ou plutôt du sentier, interdisait presque le passage, non seulement à une si grande armée, mais même à une petite troupe, Charles réussit pourtant, par la faveur du Christ, à la franchir heureusement. Car ce roi très noble et de qui Dieu ennoblissait encore le cœur généreux, ne voulut pas se montrer inégal à Pompée, ni moins hardi qu'Annibal, lesquels, aux temps anciens, à grand effort et en sacrifiant beaucoup des leurs, avaient su l'un et l'autre triompher de l'hostilité de ces lieux. Mais, chose cruelle à redire ! La gloire de son heureux passage fut souillée gravement par la Fortune changeante, infidèle, versatile. En effet, lorsque les entreprises d'Espagne eurent été achevées, après une heureuse marche de retour, un revers survint ; des hommes de l'arrière-garde royale furent massacrés dans la montagne ; comme leurs noms sont bien connus, je me dispense de les redire. |

Quant à la chronique de L’Astronome, dans sa Vie de Louis, si elle désigne des Sarrasins comme ennemis généraux de l’expédition, elle n’évoque pas de Gascons concernant la bataille même

### Sources arabes
Les principales sources arabes relatives à l'expédition d'Espagne sont peu nombreuses : un court passage des Akhbar Madjmu'a, un recueil de chroniques compilées au XIe siècle, et deux extraits du Kâmil d’Ibn al-Athîr datant du XIIIe siècle,. Ces trois textes fournissent des informations précieuses au sujet des belligérants, mais seule l'annale d'Ibn al-Athîr pour l'année 157 de l'hégire, soit du 21 novembre 773 au 10 novembre 774 dans le calendrier grégorien, laisse entendre que des musulmans ont attaqué l'armée franque sur le chemin du retour :
| Extrait du Kâmil d’Ibn al-Athîr, | Traduction de René Basset |
| --- | --- |
| وفيها أخرج سليمان بن يقظان الكلبيّ قارله ملك الأفرنج الى بلاد المسلمين من الأندلس و لقيه بالطريق ، وسار معه الى سرقسطة ، فسبقه اليها الحسين بن يحيى الأنصاريّ من ولد سعد بن عبادة وامتنع بها . فاتّهم قارله ملك الأفرنج سليمان . فقبض عليه ، وأخذه معه الى بلادء . فلمّا أبعد من بلاد المسلمين واطمأنّ هجم عليه مطروح وعيشو ن ابنا سليمان في أصحابهما ، فاستنقذا أباهما . ورجعا به الى سرقسطة ، ودخلوا مع الحسين ، ووافقوا على خلاف عبد الرحمان . | En l'an 157 (de l'hégire, 773-774), Solaïmân ben Yaqzhân El Kelbi fit marcher Charles (Qârlo), roi des Francs, contre les pays musulmans d'Espagne. Il le rencontra en route et marcha avec lui contre Saragosse. El Hosaïn ben Yahya El Ansâri, de la descendance de Sa'd ben 'Obâdah, le devança dans cette ville et s'y fortifia. Charles, roi des Francs, eut des soupçons contre Solaïmân, se saisit de lui et l'emmena dans son pays. Lorsqu'il se fut éloigné de la terre des musulmans et se croyait en sûreté, Matrouh et Aïchoun, les deux fils de Solaïman, fondirent sur lui avec leurs compagnons, délivrèrent leur père, le ramenèrent à Saragosse, où ils s'accordèrent avec El Hosaïn, et résistèrent à 'Abd er Rahmân. |

Ibn al-Athîr se sert de l'histoire perdue d'Ahmed al-Rasi, mort en 955, qui disposait lui-même d'annales bien antérieures. Par conséquent, même s'il commet une erreur en ce qui concerne la date de l'expédition, certains médiévistes tels que Ramón Menéndez Pidal ou Gaston Paris acceptent sa chronique tardive comme reflétant une part de vérité historique à même d'éclairer la désignation des protagonistes de la bataille. D'autres en revanche, à l'image de René Basset, Robert Fawtier ou Joseph Bédier, rejettent complètement ces sources considérant qu'elles sont incohérentes et qu'elles contiennent des anachronismes. L'historien Louis Barrau-Dihigo envisage même qu'elles sont fortement influencées par les sources latines, ce qui leur enlève toute valeur. Dans une attitude intermédiaire, certains médiévistes comme Jules Horrent les excluent tout en acceptant leur authenticité. Ils les considèrent en effet peu pertinentes en ce qui concerne la bataille proprement dite car elles n'y font pas directement référence. D'autres enfin, comme le professeur de littérature médiévale Michel Zink ou Michel Rouche, font au contraire l'hypothèse que la chronique d'Ibn al-Athîr est plus proche de la réalité historique que les sources latines,. 

### L'épitaphe d'Aggiard

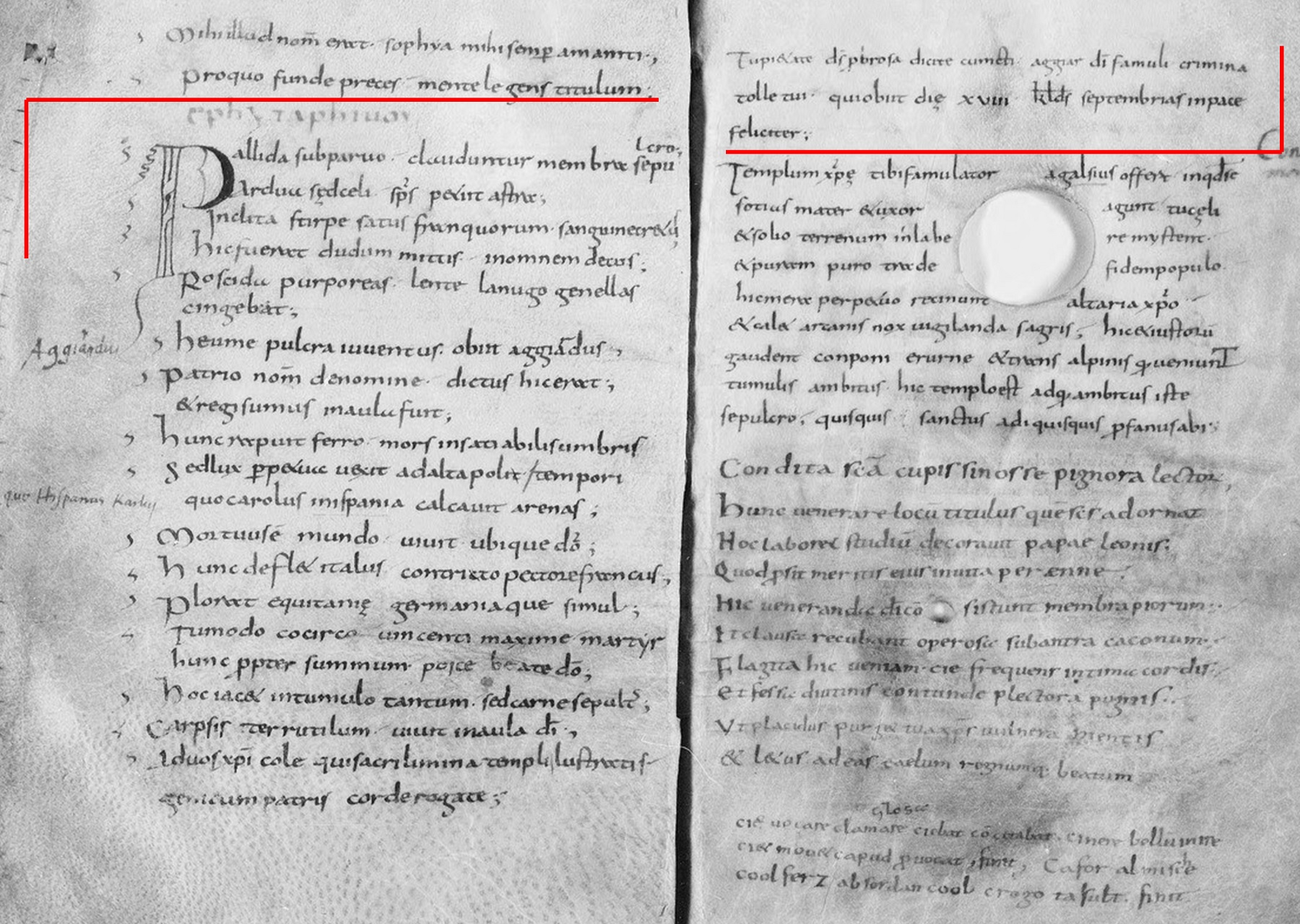
Épitaphe d'Aggiard (X)
Les membres décolorés sont enfermés dans cet humble tombeau, mais l'esprit a gagné les astres sublimes du ciel (…)

#### Texte
Un manuscrit latin conservé à la  Bibliothèque nationale de France (ms 4841) reproduit l'épitaphe (en vers distiques élégiaques) d'un certain Aggiard, mort un 15 août :
| Épitaphe d'Aggiard | Traduction de Louis Petit de Julleville |
| --- | --- |
| Pallida sub parvo clauduntur membra sepulchro, Ardua sed cœli spiritus astra petit.                                                                               | Les membres décolorés sont enfermés dans cet humble tombeau, mais l'esprit a gagné les astres sublimes du ciel.                                                                                           |
| Inclita stirpe satus, Franquorum sangine cretus, Hic fuerat dudum missus in omne decus.                                                                           | Né d'une souche illustre, sorti du sang des Francs, il avait été depuis longtemps admis à tous les honneurs.                                                                                              |
| Roscida porporeas lente lanugo genellas Cingebal. Heu me ! pulcra juventus obit.                                                                                  | Une barbe souple et brillante couvrait ses joues empourprées. Malheur à moi ! Cette belle jeunesse, elle n'est plus.                                                                                      |
| Aggiardus patrio nomeu de nomine dictus Hic erat, et regis summus in aula fuit.                                                                                   | Aggiard était son nom, du nom de son père ; il avait le premier rang dans la cour du Roi. |
| Hunc rapuit ferro mors insatiabilis umbris, Sed lux perpetua vexit ad astra poli.                                                                                 | La mort insatiable s'est servie du fer pour l'emporter dans ses ombres. Mais la lumière éternelle l'a ravi aux astres du ciel.                                                                            |
| Tempore quo Carolus Spanie calcavit arenas Mortuus est mundo : vivit ubique Deo.                                                                                  | Au temps où Charles foulait les sables de l'Espagne, il mourut pour le monde ; mais il vit toujours pour Dieu.                                                                                            |
| Hunc deflet Italus, contrito pectore Francus, Plorat Equitania. Germaniaque simul.                                                                                | L'Italien le pleure, et le Franc afflige, l'Aquitain, le Germain aussi. |
| Tu modo cocirca, Vincenti. maxime martyr. Hunc propter summus posce, beate, Deum.                                                                                 | Toi cependant, ô Vincent, très-grand martyr, prie pour lui, bienheureux, prie le souverain Dieu. |
| Hoc jacet in tumulo ; tantum sed carne sepultus, Carpsit iter rutilum, vivit in aula Dei.                                                                         | Il gît en ce tombeau, mais enseveli seulement dans sa chair, il est entré dans la voie lumineuse, il vit dans la cour divine.                                                                             |
| At vos, Christicole, qui sacri limina templi Lustratis, genitum corde rogate patris : Tu pietate Deus probrosa, dicite cuncti, Aggiardi famuli crimina tolle tui. | Mais vous chrétiens qui franchissez le seuil sacré du temple, priez du fond du cœur le fils de Dieu le Père. Dites tous : O Dieu, par ta pitié, efface les taches et les fautes de ton serviteur Aggiard. |
| Qui obiit die XVIII Klds septembrias. In pace feliciter. | Il mourut le dix-huitième jour avant les calendes de septembre. (Qu'il repose) en paix heureusement. |

#### Analyse par les historiens
Ce manuscrit est publié pour la première fois en 1873 par l'historien allemand Ernst Ludwig Dümmler. Il attire l'attention de Gaston Paris qui fait le rapprochement avec le texte de la Vita Karoli d’Éginhard. Il fait l'hypothèse qu'Aggiard est le sénéchal Eggihard mentionné dans la chronique parmi les morts de Roncevaux. 
Cela donnerait la date de la bataille de Roncevaux au cours de l'année 778 : le 15 août, indiqué dans l'épitaphe selon les règles du calendrier romain : « le dix-huitième jour avant les calendes de septembre »,.
L'historien René Louis suggère que l'église Saint-Vincent de l'épitaphe, se trouverait à Metz. Cela implique que le corps du sénéchal a dû être transporté pendant la plus grande partie du voyage de retour depuis l'Espagne. Il semble que trajet a été relativement bref car Charlemagne est à Herstal le 24 septembre 778, c'est-à-dire un peu plus d'un mois après le passage des Pyrénées. Mais ce périple d'environ 1 000 km en plein été, le cercueil peut-être installé sur un char à bœufs, semble peu crédible au professeur Bernard Gicquel qui en vient à douter de l'authenticité du manuscrit.
Robert-Henri Bautier ne croit pas lui non plus au transport du corps sur une si grande distance alors que l'armée était pressée de rejoindre le Rhin. Mais il met plutôt en doute l'hypothèse de René Louis et suppose que, comme il était envisagé depuis longtemps, le sanctuaire de Saint-Vincent serait celui de Dax. Il admet donc l'authenticité de l'épitaphe et avec la communauté des historiens, reconnait que cette date est la plus probable,,. 
Celle-ci a excité l'imagination, faisant écrire par exemple au médiéviste et occitaniste Robert Lafont « Le hasard préparait le mythe : le 15 août est la fête mariale, jour de la Dormition de la Vierge ou de son Assomption […] »,.

### Localisations envisagées

Les principales routes romaines de la péninsule Ibérique.

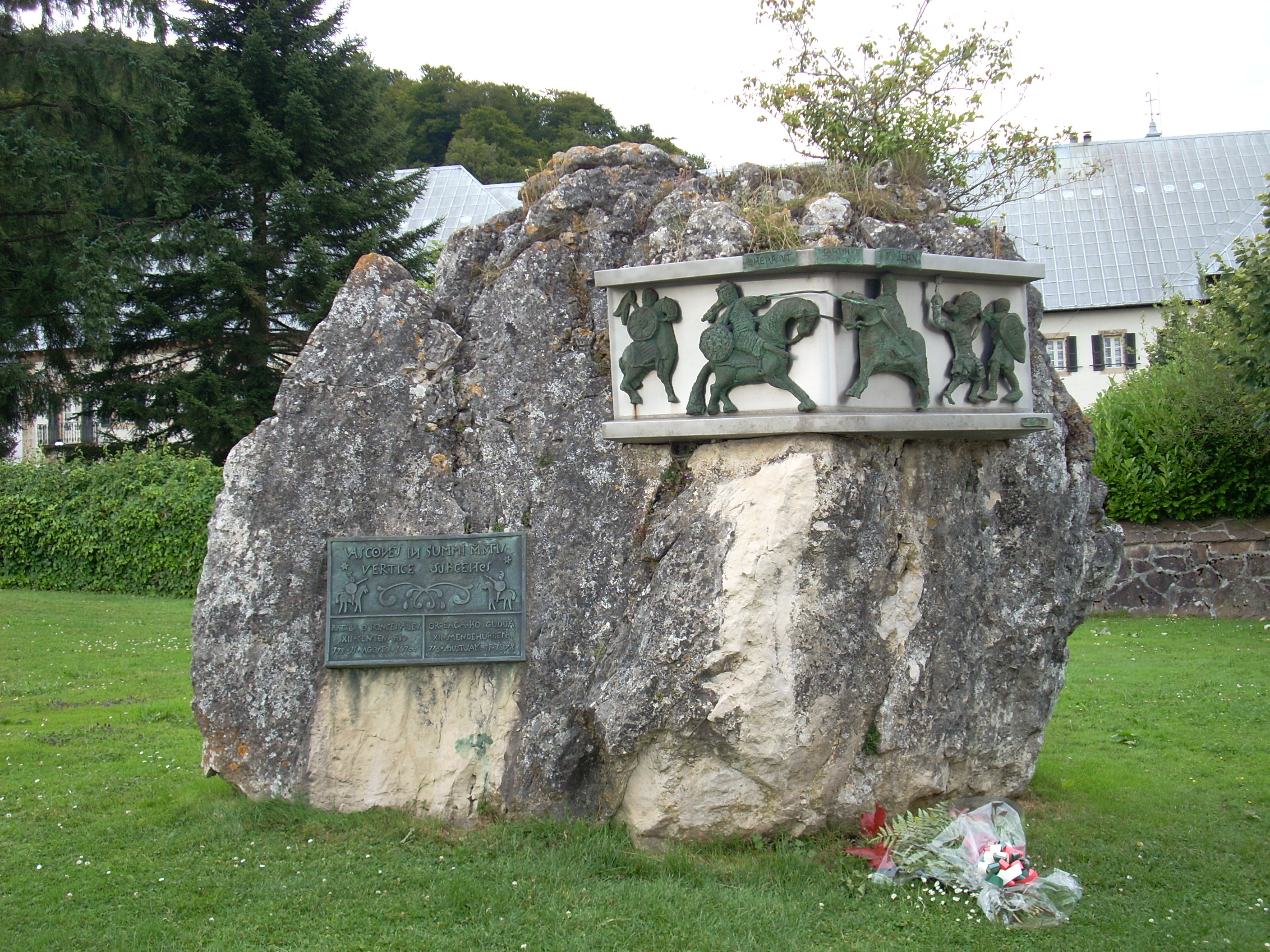
Monument commémoratif de la bataille à Roncevaux.

Comme aucune trace archéologique n'a jamais été trouvée, le lieu de la bataille reste inconnu. Diverses hypothèses ont été émises et le combat n'a pas seulement été situé à proximité du col de Roncevaux mais tout au long de la chaîne pyrénéenne, depuis le Pays basque jusqu'à la Catalogne. Pour la plupart des historiens, le chemin utilisé aurait suivi le tracé d'anciennes voies romaines. C'est la voie et le lieu où elle traverse les Pyrénées qui diffère selon les auteurs.
Pour la plupart des auteurs, l'action a eu lieu sur la route ab Asturica Burdigalam (depuis Astorga dans le Léon par Pampelune jusqu'à Bordeaux) qui traverse les Pyrénées à Roncevaux. On reconnaît alors dans l'expression porz de Sizer de la Chanson de Roland les cols du pays de Cize. Contrairement à ce qu'affirment la tradition populaire et certains auteurs comme Ramon d'Abadal i de Vinyals, la voie ancienne ne traverse pas les Pyrénées au col de Roncevaux même (ou col d'Ibañeta, d'après le nom de la montagne proche) : en effet la route actuelle n'a été ouverte qu'en 1881 ; quant au nom de Roncevaux (Orria ou Orreaga en basque), il apparaît au XIIe siècle seulement et n'existe dans aucun document d'époque.
Plusieurs auteurs (dont Ramón Menéndez Pidal et Pierre Narbaitz) pensent que le chemin utilisé passe quelques kilomètres plus à l'est. Les cols de Bentarte, de Lepoeder, proches de l'Astobizkar, seraient parmi les plus probables.
En 1933, Robert Fawtier, reprenant une hypothèse de Joseph Bédier, pensait que la voie romaine ab Asturica Burdigalam passait par le col de Belate, au nord de Pampelune et à 25 km à l'ouest d'Orreaga : l'itinéraire envisagé depuis Pampelune passerait par le col de Velate, la vallée de Baztan, le rio Maya, le col d'Otxondo, et suivrait la vallée de la Nive jusqu'à Bayonne : il y situe Roncevaux. « Bédier se demandait si la défaite de Charles eut lieu dans le défilé de Roncevaux ou dans celui de Velate »,.
Une autre localisation, proposée par Antonio Ubieto Arteta et retenue par Robert Lafont, utilise cette fois-ci la voie romaine Cæsar Augusta reliant Saragosse au Béarn. Passant par la vallée du rio Gallego, la forêt de Oza (Valle de Echo, province de Huesca), le col de Pau (puerto del Palo) proche du Somport pour redescendre par la vallée d'Aspe, elle était encore entretenue au IXe siècle. Dans cette optique, le burt Sizaru des géographes arabes et le porz de Sizer de la Chanson de Roland seraient Siresa, où un monastère est signalé dès le IXe siècle, et la « Tere Certeine » de la Chanson serait les monts Gibal-el-Sirtaniyyin mentionnés par un géographe arabe comme lieu de la source du rio Gallego,.
D'autres hypothèses s'appuient sur l'absence d'un lieu appelé Roncevaux dans les documents d'époque, sur les mentions dans la Chanson de Roland d'un retour de Charlemagne par Narbonne et Carcassonne et de la chevauchée des Sarrasins par la Cerdagne (la « Tere Certaine ») pour soutenir un passage par la Catalogne : les possibilités comprennent la Cerdagne. (vallée de Llívia) selon Adolphe d'Avril en 1865, le col du Perthus selon Rita Lejeune pour qui le « Pyrenei saltus » mentionné par Éginhard (« Pyrenei saltum ingressus est ») désigne les Pyrénées orientales, voire les ports élevés de l'Andorre pour Marcel Baïche qui remarque que la toponymie de la Chanson n'est pas basque mais catalane : le porz de Sizer serait alors le port de Siguer. Ces hypothèses ne tiennent pas pour établi que Charlemagne ait emprunté une voie romaine, ni qu'il revenait de Pampelune, et elles considèrent parfois[Qui ?] que son arrière-garde n'a pas été confrontée aux Vascons mais bien aux Sarrasins.
Selon Jean Claret, auteur auto-édité, la bataille de Roncevaux n'aurait pas eu lieu à cet endroit, mais plutôt en France, à La Unarde, lieu désolé en montagne dans l'actuelle commune d'Aston en Ariège mentionné dans la carte IGN (42° 41′ 30″ N, 1° 35′ 49″ E) : « Pendant 1 200 ans, Éginhard nous a laissé croire que l'expédition était circonscrite au Pays basque et que Roland mourut lors d'un guet-apens mené par des Vascons. Heureusement, quelques faiblesses subsistaient dans ses raisonnements et en les confrontant à ceux des chroniqueurs arabes et d'autres, on a pu rétablir ce qui semble être la réalité des faits. »
Dans La baronnie de Miglos : étude historique sur une seigneurie du haut comté de Foix, publié à Toulouse en 1894 Casimir Barrière-Flavy, consacre un chapitre sur une exploration au site de la Unarde, y présentant les croquis d'un scramasaxe et d'un couteau trouvés sur place.

Quelques lieux proposés comme emplacement de la bataille
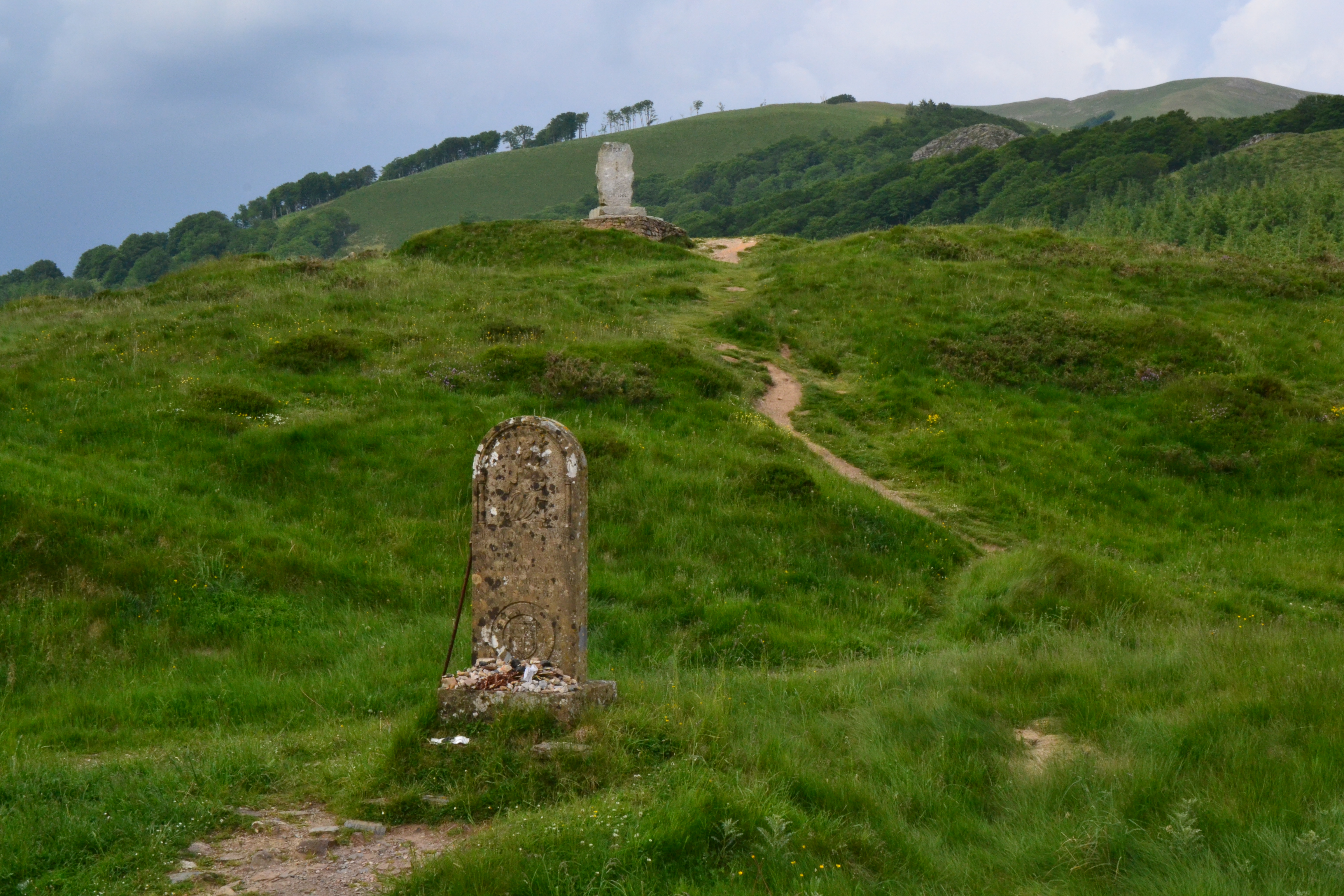
Le col d'Ibañeta où se trouve le monument commémoratif, 2011.
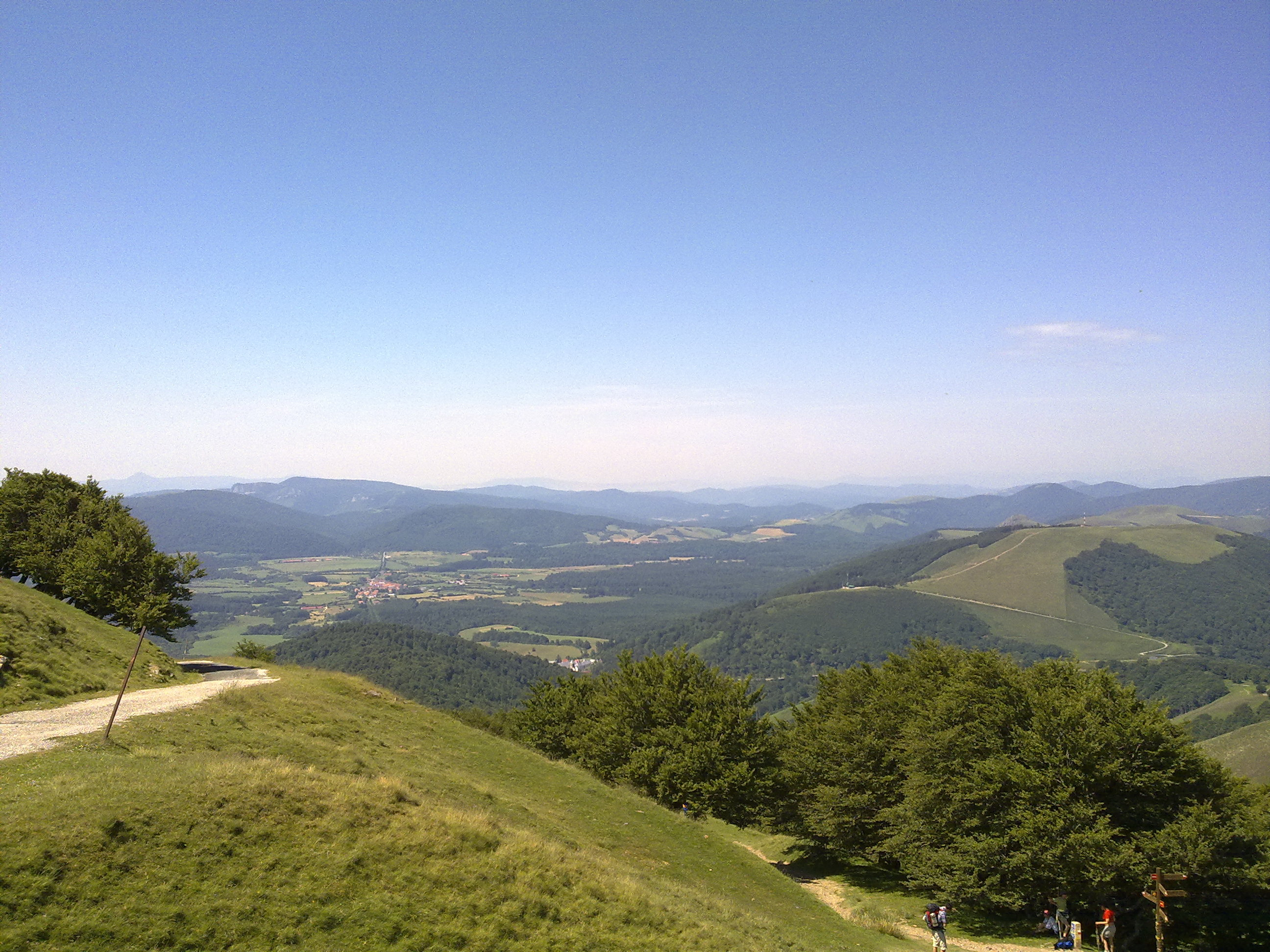
Col de Lepoeder, 2009.
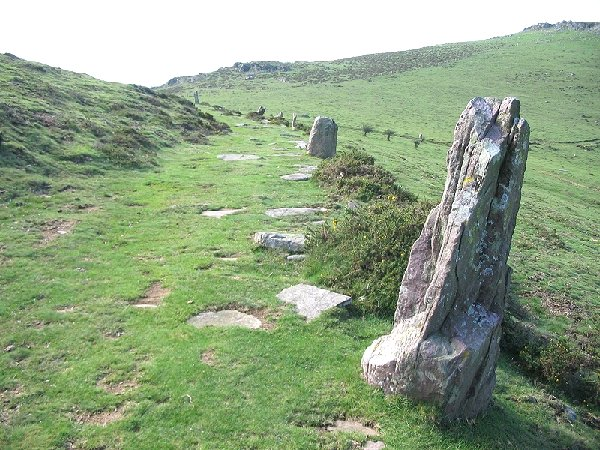
Ancienne voie romaine du col de Belate (Velate), 2007.
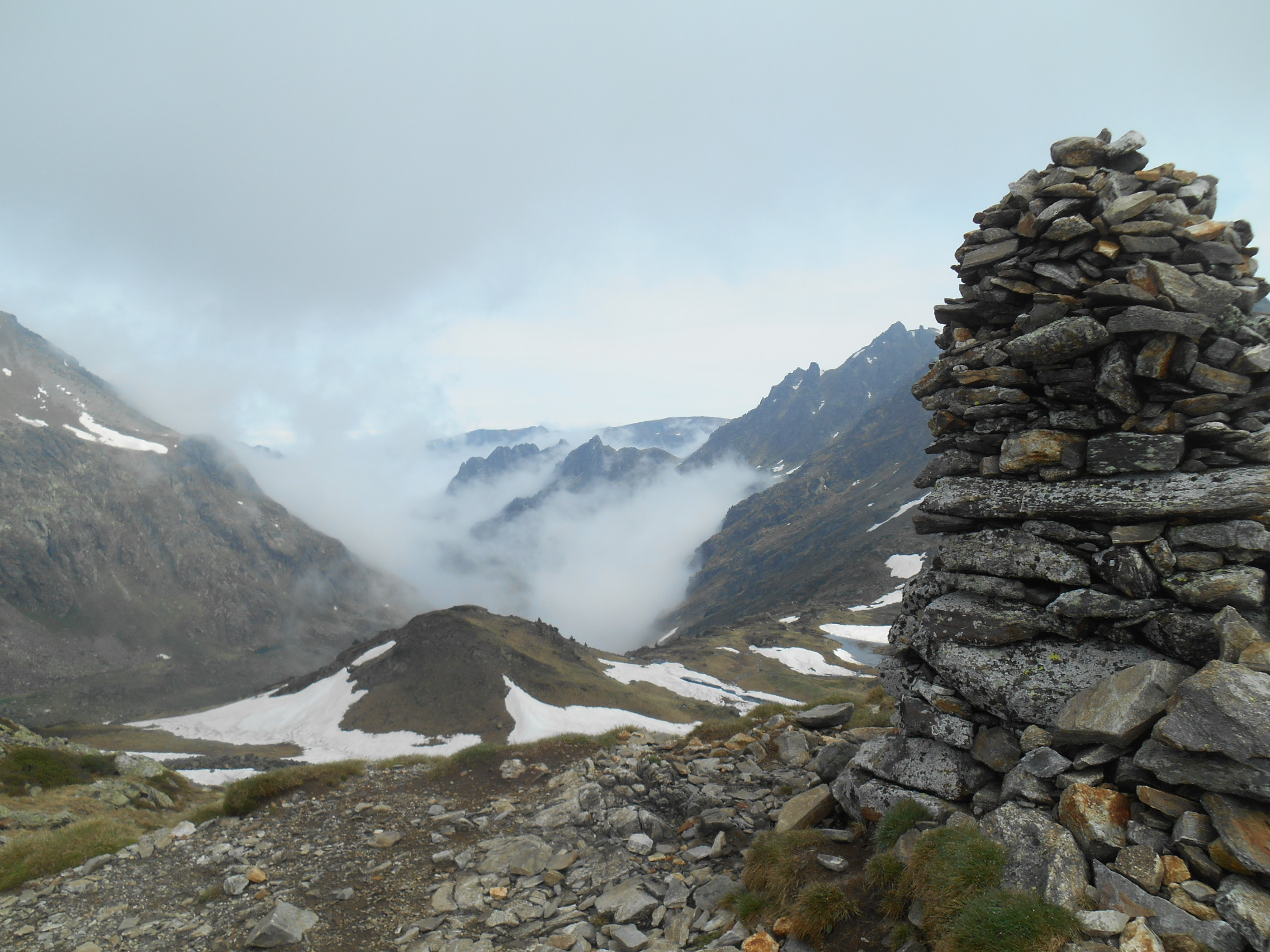
Port de Siguer, 2016.
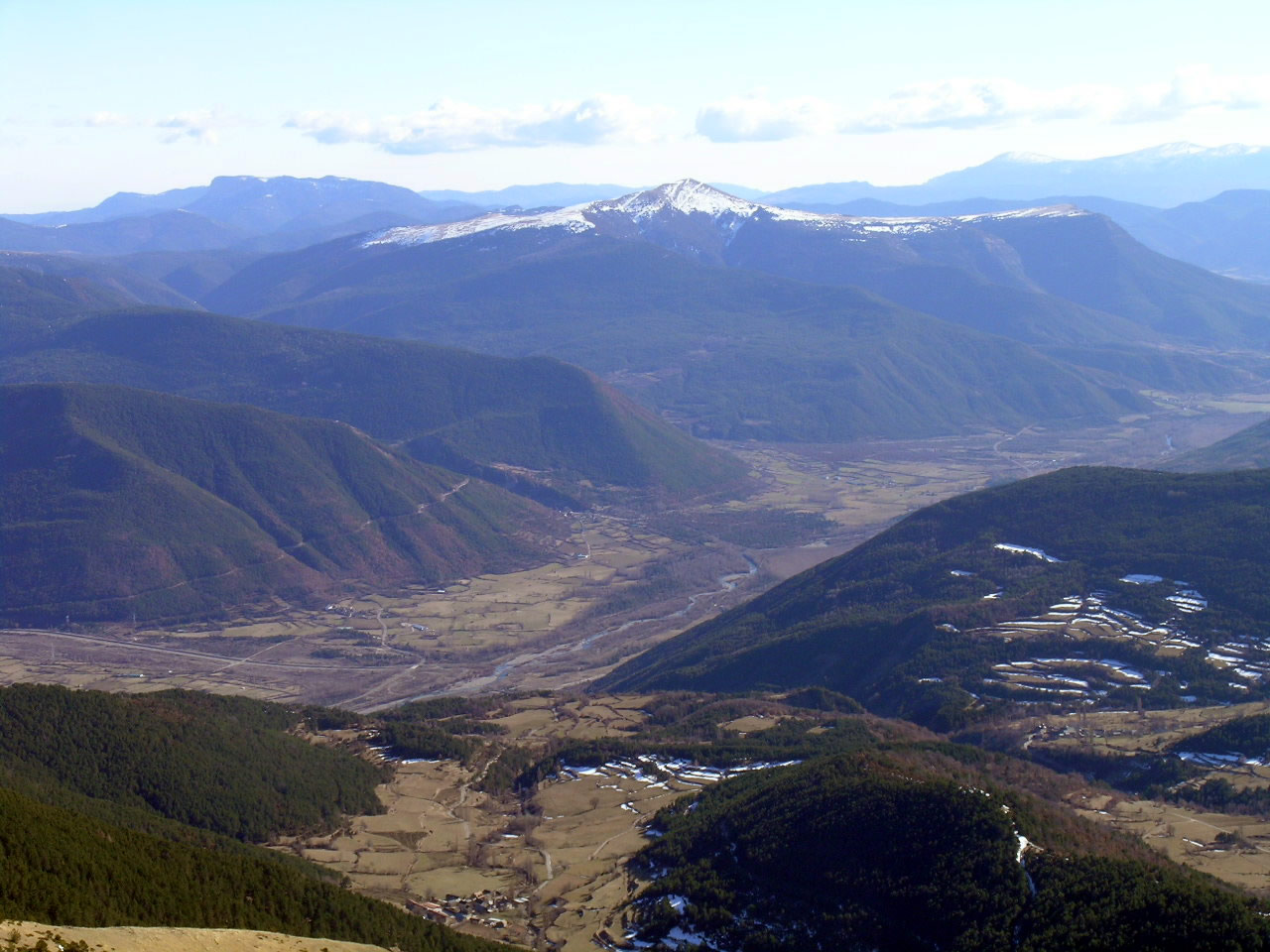
Haute vallée du Gállego, 2009.
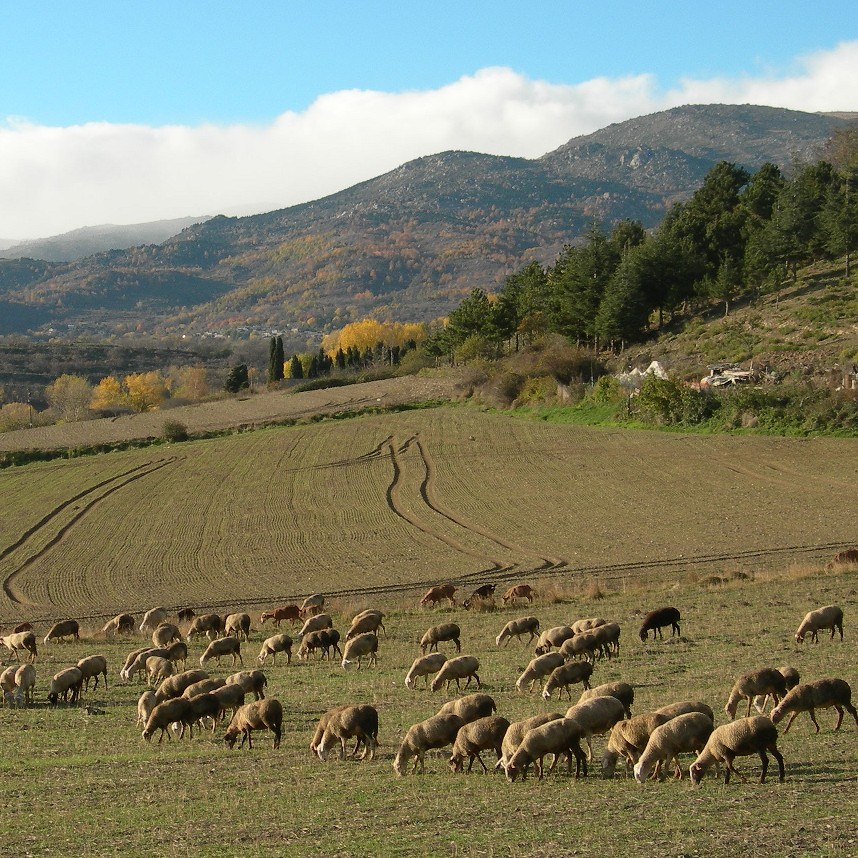
Vallée de Llívia, 2006.
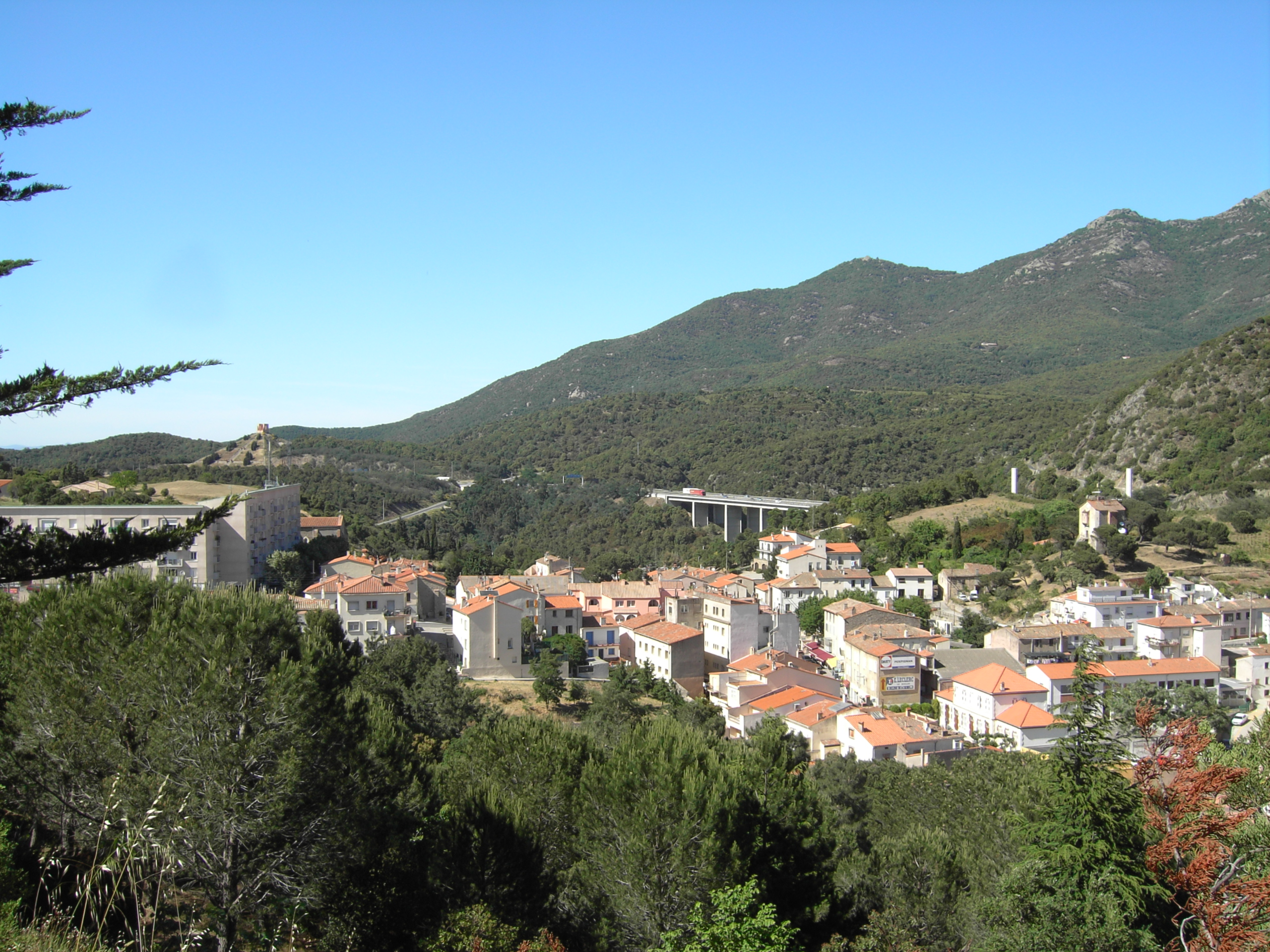
Entrée du col du Perthus, 2006.
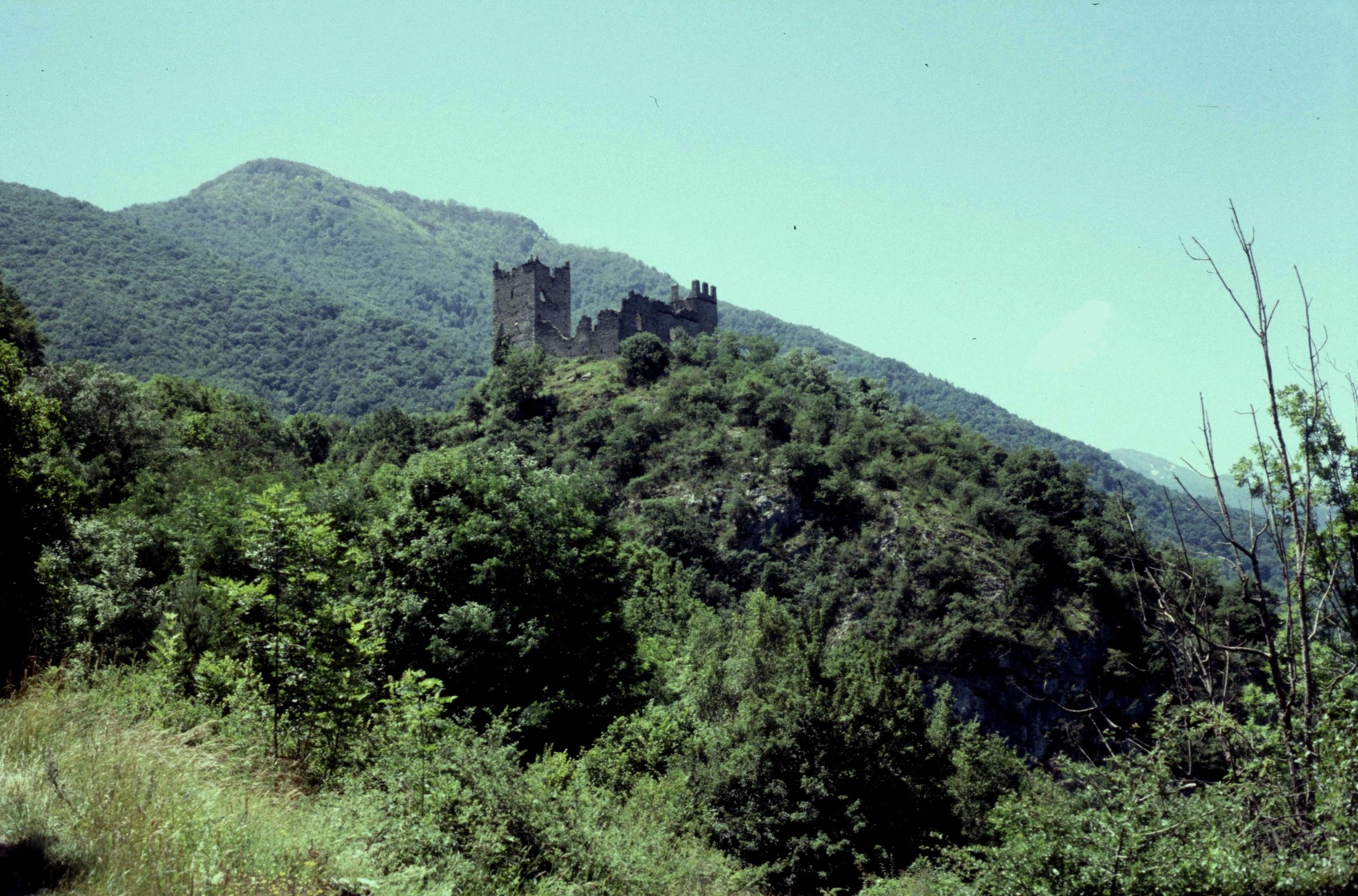
Château de Miglos près de La Unarde, 2015.